# Eishockey-Weltmeisterschaft der Herren 2017
Die 81. Eishockey-Weltmeisterschaften der Herren der Internationalen Eishockey-Föderation IIHF war die Eishockey-Weltmeisterschaften des Jahres 2017. Insgesamt nahmen zwischen dem 3. April und dem 21. Mai 2017 48 Nationalmannschaften an den sechs Turnieren der Top-Division und der Divisionen I bis III teil. Die Vereinigten Arabischen Emirate nahmen im Gegensatz zum Vorjahr wieder teil, zudem trat die Eishockeynationalmannschaft der Republik China erstmals in der Division III an.
Das Turnier der Top-Division mit 16 Nationalmannschaften fand vom 5. bis 21. Mai 2017 in Deutschland und Frankreich statt. Die weiteren Turniere fanden im April 2017 in Kiew, Belfast, Galați, Auckland und Sofia statt.

## Teilnehmer, Austragungsorte und -zeiträume
- Top-Division: 5. bis 21. Mai 2017 in Köln, Deutschland und Paris, Frankreich
Teilnehmer:  Belarus,  Dänemark,  Deutschland,  Finnland,  Frankreich,  Italien (Aufsteiger),  Kanada (Titelverteidiger),  Lettland,  Norwegen,  Russland,  Schweden,  Schweiz,  Slowakei,  Slowenien (Aufsteiger),  Tschechien,  USA

- Division I
  - Gruppe A: 22. bis 28. April 2017 in Kiew, Ukraine
Teilnehmer:  Kasachstan (Absteiger),  Österreich,  Polen,  Südkorea,  Ukraine (Aufsteiger),  Ungarn (Absteiger)
  - Gruppe B: 23. bis 29. April 2017 in Belfast, Nordirland, Großbritannien
Teilnehmer:  Estland,  Großbritannien,  Japan (Absteiger),  Kroatien,  Litauen,  Niederlande (Aufsteiger)

- Division II
  - Gruppe A: 3. bis 9. April 2017 in Galați, Rumänien
Teilnehmer:  Australien (Aufsteiger),  Belgien,  Island,  Serbien,  Spanien,  Rumänien (Absteiger)
  - Gruppe B: 9. bis 15. April 2017 in Auckland, Neuseeland
Teilnehmer:  Volksrepublik China (Absteiger),  Israel,  Mexiko,  Neuseeland,  Nordkorea,  Türkei (Aufsteiger)

- Division III: 10. bis 16. April 2017 in Sofia, Bulgarien
Teilnehmer:  Bulgarien (Absteiger),  Republik China (Taiwan) (Neuling),  Georgien,  Hongkong,  Luxemburg,  Südafrika,  Vereinigte Arabische Emirate (erste Teilnahme seit 2014)

 Bosnien und Herzegowina zog seine Teilnahme kurz vor dem Turnierstart der Division III zurück.

## Modus
In der Top-Division qualifizierten sich die vier besten Mannschaften jeder Gruppe direkt für das Viertelfinale. Die Gesamtanzahl der Spiele betrug 64 Partien.
In den Divisionen I und II wurde die jeweils zwölf Mannschaften qualitativ in je zwei Gruppen zu sechs Teams aufgeteilt. Dies geschah auf Grundlage der Abschlussplatzierungen der Weltmeisterschaften des Jahres 2016. Die Division III spielte (als Ausnahme) an einem Austragungsort in zwei Gruppen mit je vier Mannschaften.
Aus der Top-Division stiegen die beiden Letzten der zwei Vorrundengruppen in die Division I A ab. Aus selbiger steigen die beiden Erstplatzierten zum nächsten Jahr in die Top-Division auf, während der Sechstplatzierte in die Division I B abstieg. Im Gegenzug stieg der Gewinner der Division I B in die Division I A auf. Aus der Division I B stieg ebenfalls der Letzte in die Division II A ab. Die Aufstiegsregelung der Division I B mit einem Auf- und Absteiger galt genauso für die Divisionen II A und II B.

## Top-Division
Die 81. Eishockey-Weltmeisterschaft der Herren fand zwischen dem 5. und dem 21. Mai 2017 in Deutschland und Frankreich statt. Die Spielorte waren die Lanxess Arena in Köln und die AccorHotels Arena in Paris.
Bereits die erste eigenständige Weltmeisterschaft 1930 wurde in Frankreich und Deutschland ausgetragen, nachdem das ursprünglich in Chamonix stattfindende Turnier nach einem Wärmeeinbruch abgebrochen und in Berlin fortgesetzt wurde.
Der Hauptgastgeber Deutschland war automatisch für das Turnier qualifiziert. Da Deutschland als Siebter der Weltmeisterschaft 2016 zudem sportlich qualifiziert war, wäre der Gastgeberstartplatz Frankreich zugefallen, das sich als Vierzehnter der Vorjahresweltmeisterschaft ebenfalls qualifiziert hatte.
Das Logo der WM erinnert an den verstorbenen Nationaltorwart Robert Müller.

### Vergabe
Für die Austragung lagen der IIHF zwei Bewerbungen vor, die jeweils Turniere in zwei Ländern vorsahen: zum einen Dänemark und Lettland mit den Austragungsorten Kopenhagen und Riga sowie Deutschland und Frankreich mit Köln sowie Paris. Alle vier Länder hatten ursprünglich Einzelbewerbungen abgegeben. Deutschland und Frankreich gaben im Januar 2012 bekannt, die WM 2017 gemeinsam austragen zu wollen, Dänemark und Lettland legten die Bewerbungen im November 2012 zusammen. Die Internationale Eishockey-Föderation IIHF beschloss im September 2012, auch gemeinsame Bewerbungen von zwei Ländern zuzulassen, nachdem bereits die Weltmeisterschaft 2012 in Finnland und Schweden gemeinsam ausgetragen worden war. Die endgültige Entscheidung über den Gastgeber erfolgte am 17. Mai 2013 auf dem Jahreskongress der Internationalen Eishockey-Föderation in Stockholm. Für Deutschland/Frankreich stimmten 63 Delegierte, für Dänemark/Lettland 45.

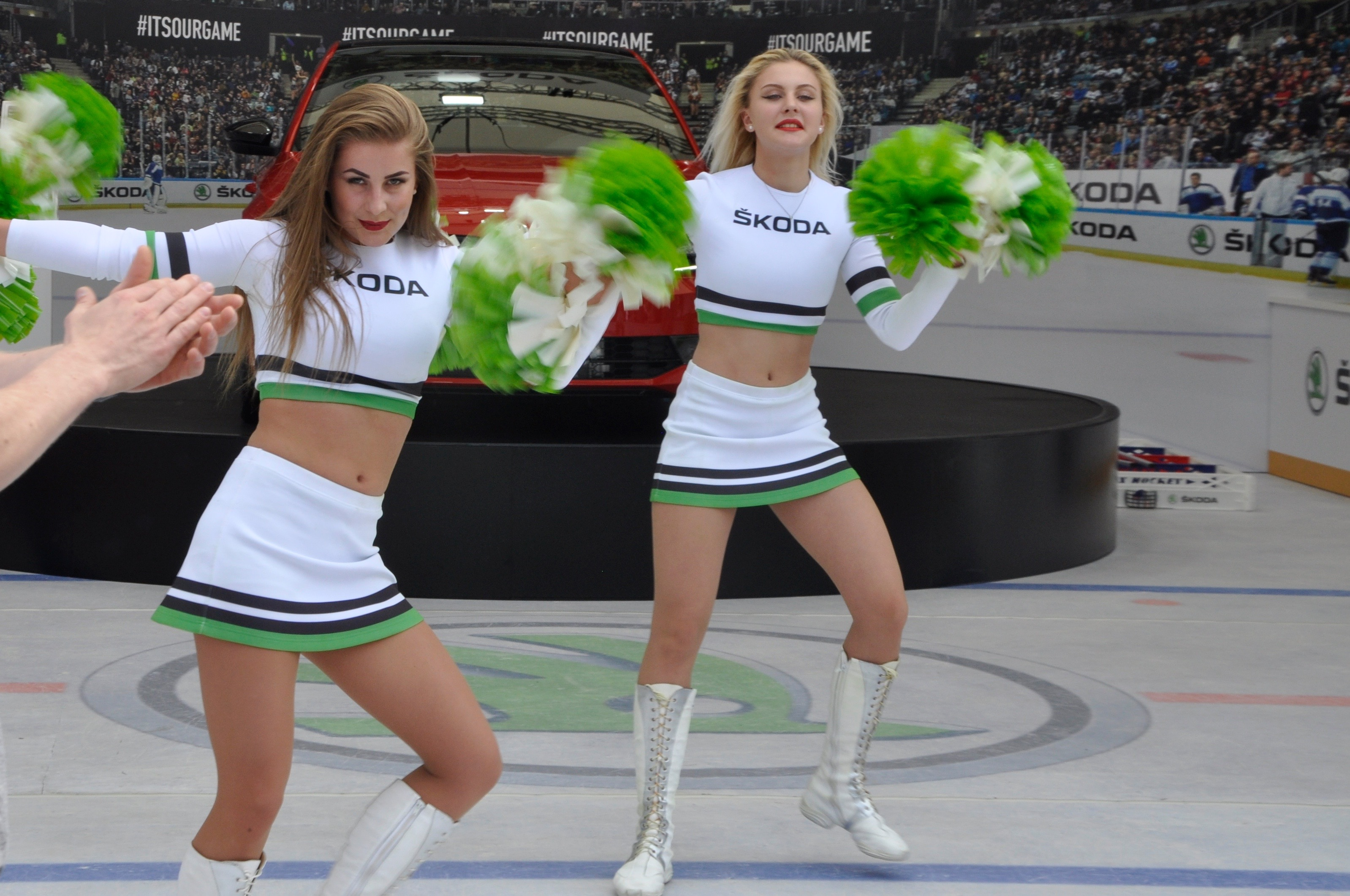
Pausenshow in der Lanxess Arena

Für Dänemark wäre es die erste Eishockey-Weltmeisterschaft gewesen. Die Dänen hatten sich bereits für die WM 2016 beworben, zogen jedoch kurz vor der Abstimmung ihre Bewerbung zurück. Deutschland war zuletzt 2010 Gastgeber der WM, Lettland zuletzt 2006. Die letzte Weltmeisterschaft in Frankreich fand 1968 im Rahmen der Olympischen Winterspiele in Grenoble statt.

### Teilnehmer
Am Turnier nahmen die besten 14 Mannschaften der Vorjahres-Weltmeisterschaft sowie die beiden Erstplatzierten des Turniers der A-Gruppe der Division I des Vorjahres teil:
| 14 aus Europa     | Belarus                                    | Dänemark                                   | Deutschland (Gastgeber) | Finnland>  |
| 14 aus Europa     | Frankreich (Gastgeber)                     | Italien (Aufsteiger aus der Division IA)   | Lettland                | Norwegen   |
| 14 aus Europa     | Russland                                   | Schweden                                   | Schweiz                 | Slowakei   |
| 14 aus Europa     | Slowenien (Aufsteiger aus der Division IA) | Slowenien (Aufsteiger aus der Division IA) | Tschechien              | Tschechien |
| 2 aus Nordamerika | Kanada (Titelverteidiger)                  | Kanada (Titelverteidiger)                  | USA                     | USA        |

Gruppeneinteilung
Die Gruppeneinteilung der Vorrunde wurde auf Basis der nach Abschluss der Weltmeisterschaft 2016 aktuellen IIHF-Weltrangliste festgelegt.
| Gruppe A         | Gruppe B        |
| Russland (2)     | Kanada (1)      |
| USA (4)          | Finnland (3)    |
| Schweden (5)     | Tschechien (6)  |
| Slowakei (8)     | Schweiz (7)     |
| Deutschland (10) | Belarus (9)     |
| Lettland (12)    | Norwegen (11)   |
| Dänemark (13)    | Frankreich (14) |
| Italien (18)     | Slowenien (15)  |

* In Klammern ist der jeweilige Weltranglistenplatz angegeben.

### Austragungsorte
| Paris |

| Köln |

| Paris |

| Köln |

### Vorrunde
Die Vorrunde der Weltmeisterschaft startete am 5. Mai, beendet wurde die Vorrunde am 16. Mai.

#### Gruppe A
| 5. Mai 2017 16:15 Uhr (Ortszeit) | Schweden E. Lindholm (14:40) | 1:2 n. P. (1:0, 0:0, 0:1, 0:0, 0:1) Spielbericht | Russland S. Andronow (43:58) A. Panarin (PS) | Lanxess Arena, Köln Zuschauer: 18.537 |

| 5. Mai 2017 20:15 Uhr | USA C. Murphy (51:00) | 1:2 (0:1, 0:0, 1:1) Spielbericht | Deutschland T. Rieder (10:50) P. Hager (53:58) | Lanxess Arena, Köln Zuschauer: 18.688 |

| 6. Mai 2017 12:15 Uhr | Lettland G. Meija (23:08) M. Indrašis (41:48) M. Indrašis (52:40) | 3:0 (0:0, 1:0, 2:0) Spielbericht | Dänemark | Lanxess Arena, Köln Zuschauer: 13.453 |

| 6. Mai 2017 16:15 Uhr | Slowakei M. Miklík (6:58) L. Hudáček (58:56) P. Čerešňák (62:45) | 3:2 n. V. (1:0, 0:1, 1:1, 1:0) Spielbericht | Italien G. Morini (35:06) L. Frigo (42:41) | Lanxess Arena, Köln Zuschauer: 12.229 |

| 6. Mai 2017 20:15 Uhr | Deutschland P. Hager (16:14) P. Gogulla (25:26) | 2:7 (1:1, 1:3, 0:3) Spielbericht | Schweden O. Ekman Larsson (6:56) V. Rask (20:23) L. Omark (35:14) J. Brodin (39:57) G. Landeskog (49:42) W. Nylander (50:40) W. Nylander (51:59) | Lanxess Arena, Köln Zuschauer: 18.673 |

| 7. Mai 2017 12:15 Uhr | Italien T. Traversa (23:40) | 1:10 (0:2, 1:3, 0:5) Spielbericht | Russland S. Andronow (9:35) J. Dadonow (18:59) N. Kutscherow (24:51) W. Namestnikow (35:04) A. Panarin (36:21) S. Plotnikow (43:39) S. Mosjakin (45:29) W. Namestnikow (45:48) A. Panarin (50:21) S. Andronow (58:54) | Lanxess Arena, Köln Zuschauer: 10.893 |

| 7. Mai 2017 16:15 Uhr | USA A. Lee (5:37) C. Keller (13:06) J. Gaudreau (18:59) C. Keller (34:33) A. Lee (37:09) B. Nelson (37:37) C. Keller (53:00) | 7:2 (3:1, 3:1, 1:0) Spielbericht | Dänemark M. Madsen (16:10) N. Hardt (21:08) | Lanxess Arena, Köln Zuschauer: 8.764 |

| 7. Mai 2017 20:15 Uhr | Lettland J. Sprukts (10:24) Z. Girgensons (27:26) A. Džeriņš (50:36) | 3:1 (1:0, 1:0, 1:1) Spielbericht | Slowakei M. Miklík (49:09) | Lanxess Arena, Köln Zuschauer: 8.149 |

| 8. Mai 2017 16:15 Uhr | Deutschland B. Macek (45:53) P. Gogulla (48:34) F. Tiffels (59:10) | 3:6 (0:3, 0:2, 3:1) Spielbericht | Russland W. Schipatschow (1:04) W. Schipatschow (17:10) S. Plotnikow (18:15) N. Gussew (31:10) N. Kutscherow (35:16) N. Kutscherow (51:40) | Lanxess Arena, Köln Zuschauer: 18.734 |

| 8. Mai 2017 20:15 Uhr | USA C. Keller (3:21) J. Gaudreau (18:12) J. Gaudreau (22:57) J. T. Compher (51:47) | 4:3 (2:3, 1:0, 1:0) Spielbericht | Schweden E. Lindholm (2:14) E. Lindholm (13:23) V. Hedman (18:47) | Lanxess Arena, Köln Zuschauer: 18.398 |

| 9. Mai 2017 16:15 Uhr | Italien M. Insam (3:38) | 1:2 (1:1, 0:0, 0:1) Spielbericht | Lettland A. Džeriņš (12:09) A. Džeriņš (58:41) | Lanxess Arena, Köln Zuschauer: 6.332 |

| 9. Mai 2017 20:15 Uhr | Slowakei M. Gernát (41:22) M. Bližňák (46:05) M. Miklík (51:53) | 3:4 n. P. (0:1, 0:2, 3:0, 0:0, 0:1) Spielbericht | Dänemark N. Hardt (16:20) P. Russell (24:46) M. Poulsen (39:57) M. Green (PS) | Lanxess Arena, Köln Zuschauer: 4.454 |

| 10. Mai 2017 16:15 Uhr | USA B. Nelson (5:17) B. Nelson (25:53) A. Lee (27:47) | 3:0 (1:0, 2:0, 0:0) Spielbericht | Italien | Lanxess Arena, Köln Zuschauer: 7.168 |

| 10. Mai 2017 20:15 Uhr | Slowakei T. Matoušek (9:23) L. Hudáček (21:58) | 2:3 n. P. (1:0, 1:2, 0:0, 0:0, 0:1) Spielbericht | Deutschland P. Reimer (36:11) Y. Ehliz (36:38) D. Kahun (PS) | Lanxess Arena, Köln Zuschauer: 17.647 |

| 11. Mai 2017 16:15 Uhr | Russland B. Kisselewitsch (35:36) S. Plotnikow (35:54) N. Gussew (36:46) | 3:0 (0:0, 3:0, 0:0) Spielbericht | Dänemark | Lanxess Arena, Köln Zuschauer: 6.932 |

| 11. Mai 2017 20:15 Uhr | Schweden G. Landeskog (9:13) E. Lindholm (56:42) | 2:0 (1:0, 0:0, 1:0) Spielbericht | Lettland | Lanxess Arena, Köln Zuschauer: 8.276 |

| 12. Mai 2017 16:15 Uhr | Schweden V. Rask (3:24) P. Holm (8:34) J. Brodin (29:52) E. Lindholm (40:41) L. Omark (50:09) C. Klingberg (54:53) J. Eriksson Ek (56:51) C. Klingberg (58:25) | 8:1 (2:0, 1:1, 5:0) Spielbericht | Italien G. Morini (23:50) | Lanxess Arena, Köln Zuschauer: 10.878 |

| 12. Mai 2017 20:15 Uhr | Dänemark F. Storm (16:09) M. Poulsen (16:34) P. Regin (61:40) | 3:2 n. V. (2:2, 0:0, 0:0, 1:0) Spielbericht | Deutschland P. Reimer (8:26) B. Macek (9:43) | Lanxess Arena, Köln Zuschauer: 18.629 |

| 13. Mai 2017 12:15 Uhr | Lettland T. Bļugers (11:23) K. Daugaviņš (20:07) O. Cibuļskis (31:37) | 3:5 (1:0, 2:3, 0:2) Spielbericht | USA J. T. Compher (29:00) N. Bjugstad (33:44) J. Gaudreau (38:37) A. Copp (56:38) D. Larkin (58:58) | Lanxess Arena, Köln Zuschauer: 17.936 |

| 13. Mai 2017 16:15 Uhr | Russland J. Dadonow (1:12) J. Dadonow (13:32) A. Mironow (19:19) N. Kutscherow (22:53) I. Telegin (32:50) W. Gawrikow (55:47) | 6:0 (3:0, 2:0, 1:0) Spielbericht | Slowakei | Lanxess Arena, Köln Zuschauer: 18.591 |

| 13. Mai 2017 20:15 Uhr | Italien M. Marchetti (4:21) | 1:4 (1:2, 0:2, 0:0) Spielbericht | Deutschland C. Ehrhoff (3:34) M. Plachta (18:16) Y. Seidenberg (22:46) D. Kahun (26:00) | Lanxess Arena, Köln Zuschauer: 18.712 |

| 14. Mai 2017 16:15 Uhr | Slowakei M. Gernát (30:40) | 1:6 (0:1, 1:3, 0:2) Spielbericht | USA C. Keller (8:12) J. Gaudreau (25:57) C. Dvorak (36:04) J. Trouba (38:01) J. Gaudreau (42:16) A. Lee (47:23) | Lanxess Arena, Köln Zuschauer: 13.267 |

| 14. Mai 2017 20:15 Uhr | Dänemark M. Madsen (49:11) M. Lauridsen (55:17) | 2:4 (0:1, 0:2, 2:1) Spielbericht | Schweden J. Lundqvist (2:19) W. Nylander (35:20) W. Nylander (39:06) N. Bäckström (57:31) | Lanxess Arena, Köln Zuschauer: 10.314 |

| 15. Mai 2017 16:15 Uhr | Dänemark N. Hardt (57:36) P. Regin (58:47) | 2:0 (0:0, 0:0, 2:0) Spielbericht | Italien | Lanxess Arena, Köln Zuschauer: 5.653 |

| 15. Mai 2017 20:15 Uhr | Russland B. Kisselewitsch (12:10) I. Telegin (18:41) W. Namestnikow (20:57) N. Kutscherow (39:00) A. Below (53:17) | 5:0 (2:0, 2:0, 1:0) Spielbericht | Lettland | Lanxess Arena, Köln Zuschauer: 16.439 |

| 16. Mai 2017 12:15 Uhr | Schweden W. Nylander (4:02) O. Ekman Larsson (8:14) D. Everberg (25:45) W. Karlsson (59:28) | 4:2 (2:0, 1:1, 1:1) Spielbericht | Slowakei T. Matoušek (24:08) A. Kudrna (41:34) | Lanxess Arena, Köln Zuschauer: 10.259 |

| 16. Mai 2017 16:15 Uhr | Russland N. Gussew (12:29) A. Below (27:33) N. Gussew (36:15) | 3:5 (1:0, 2:3, 0:2) Spielbericht | USA K. Hayes (21:00) D. Larkin (32:18) K. Hayes (37:43) A. Lee (52:57) B. Nelson (59:38) | Lanxess Arena, Köln Zuschauer: 18.756 |

| 16. Mai 2017 20:15 Uhr | Deutschland D. Wolf (31:02) D. Seidenberg (31:29) F. Schütz (59:27) F. Tiffels (PS) | 4:3 n. P. (0:0, 2:1, 1:2, 0:0, 1:0) Spielbericht | Lettland G. Skvorcovs (38:42) J. Sprukts (48:22) A. Džeriņš (56:08) | Lanxess Arena, Köln Zuschauer: 18.797 |

| Pl. |             | Sp | S | OTS | OTN | N | Tore  | Punkte |
| --- | ----------- | -- | - | --- | --- | - | ----- | ------ |
| 1.  | USA         | 7  | 6 | 0   | 0   | 1 | 31:14 | 18     |
| 2.  | Russland    | 7  | 5 | 1   | 0   | 1 | 35:10 | 17     |
| 3.  | Schweden    | 7  | 5 | 0   | 1   | 1 | 29:13 | 16     |
| 4.  | Deutschland | 7  | 2 | 2   | 1   | 2 | 20:23 | 11     |
| 5.  | Lettland    | 7  | 3 | 0   | 1   | 3 | 14:18 | 10     |
| 6.  | Dänemark    | 7  | 1 | 2   | 0   | 4 | 13:22 | 7      |
| 7.  | Slowakei    | 7  | 0 | 1   | 2   | 4 | 12:28 | 4      |
| 8.  | Italien     | 7  | 0 | 0   | 1   | 6 | 06:32 | 1      |

Abkürzungen: Pl. = Platz, Sp = Spiele, S = Siege, OTS = Siege nach Verlängerung (Overtime) oder Penaltyschießen, OTN = Niederlagen nach Verlängerung oder Penaltyschießen, N = Niederlagen

Erläuterungen: Viertelfinale, Absteiger in die Division IA

#### Gruppe B
| 5. Mai 2017 16:15 Uhr (Ortszeit) | Finnland S. Aho (2:43) O. Osala (5:09) V.-M. Savinainen (49:15) | 3:2 (2:0, 0:1, 1:1) Spielbericht | Belarus J. Scharanhowitsch (38:08) J. Kawyrschyn (44:32) | AccorHotels Arena, Paris Zuschauer: 5.078 |

| 5. Mai 2017 20:15 Uhr | Tschechien L. Radil (52:41) | 1:4 (0:1, 0:1, 1:2) Spielbericht | Kanada R. O’Reilly (6:09) M. Matheson (20:55) T. Barrie (54:50) J. Skinner (59:18) | AccorHotels Arena, Paris Zuschauer: 8.834 |

| 6. Mai 2017 12:15 Uhr | Schweiz A. Ambühl (10:49) G. Haas (11:01) R. Loeffel (16:69) S. Bodenmann (17:47) D. Brunner (PS) | 5:4 n. P. (4:0, 0:1, 0:3, 0:0, 1:0) Spielbericht | Slowenien J. Muršak (38:31) Z. Jeglič (45:50) J. Urbas (54:02) R. Sabolič (55:23) | AccorHotels Arena, Paris Zuschauer: 4.922 |

| 6. Mai 2017 16:15 Uhr | Belarus A. Paulowitsch (21:13) | 1:6 (0:2, 1:1, 0:3) Spielbericht | Tschechien P. Vrána (13:16) R. Gudas (17:30) R. Červenka (35:38) R. Šimek (47:26) J. Voráček (49:37) M. Kempný (59:44) | AccorHotels Arena, Paris Zuschauer: 6.635 |

| 6. Mai 2017 20:15 Uhr | Norwegen K. A. Olimb (25:13) P. Thoresen (29:40) P. Thoresen (49:49) | 3:2 (0:0, 2:1, 1:1) Spielbericht | Frankreich S. Da Costa (38:14) S. Da Costa (49:59) | AccorHotels Arena, Paris Zuschauer: 7.893 |

| 7. Mai 2017 12:15 Uhr | Slowenien J. Muršak (35:44) J. Urbas (57:55) | 2:7 (0:3, 1:3, 1:1) Spielbericht | Kanada T. Barrie (4:30) N. MacKinnon (14:36) B. Point (16:14) N. MacKinnon (24:44) N. MacKinnon (25:43) M. Marner (37:11) J. Skinner (47:07) | AccorHotels Arena, Paris Zuschauer: 9.128 |

| 7. Mai 2017 16:15 Uhr | Finnland M. Lehtonen (21:33) | 1:5 (0:1, 1:2, 0:2) Spielbericht | Frankreich P.-É. Bellemare (14:17) A. Roussel (33:58) V. Claireaux (38:49) A. Roussel (48:27) D. Fleury (57:49) | AccorHotels Arena, Paris Zuschauer: 11.433 |

| 7. Mai 2017 20:15 Uhr | Norwegen | 0:3 (0:0, 0:2, 0:1) Spielbericht | Schweiz R. Schäppi (32:04) C. Almond (34:00) P. Suter (49:37) | AccorHotels Arena, Paris Zuschauer: 7.782 |

| 8. Mai 2017 16:15 Uhr | Belarus | 0:6 (0:1, 0:2, 0:3) Spielbericht | Kanada B. Point (5:08) N. MacKinnon (24:20) N. MacKinnon (35:21) J. Skinner (47:01) C. Giroux (50:16) B. Point (54:42) | AccorHotels Arena, Paris Zuschauer: 4.363 |

| 8. Mai 2017 20:15 Uhr | Finnland V. Filppula (0:58) T. Jaakola (2:41) V. Lajunen (13:51) | 3:4 n. P. (3:0, 0:0, 0:3, 0:0, 0:1) Spielbericht | Tschechien R. Horák (47:37) R. Gudas (57:46) J. Kovář (58:09) R. Hanzl (PS) | AccorHotels Arena, Paris Zuschauer: 8.112 |

| 9. Mai 2017 16:15 Uhr | Slowenien R. Sabolič (39:45) | 1:5 (0:3, 1:1, 0:1) Spielbericht | Norwegen M. Olimb (5:57) K. A. Olimb (14:35) K. Forsberg (18:20) A. Reichenberg (38:58) P. Thoresen (59:17) | AccorHotels Arena, Paris Zuschauer: 2.696 |

| 9. Mai 2017 20:15 Uhr | Schweiz V. Praplan (21:22) V. Praplan (23:48) A. Ambühl (53:14) | 3:4 n. P. (0:1, 2:0, 1:2, 0:0, 0:1) Spielbericht | Frankreich Y. Auvitu (2:53) S. Da Costa (43:02) A. Rech (55:41) S. Da Costa (PS) | AccorHotels Arena, Paris Zuschauer: 6.747 |

| 10. Mai 2017 16:15 Uhr | Schweiz R. Schäppi (17:54) A. Ambühl (35:29) C. Almond (47:55) | 3:0 (1:0, 1:0, 1:0) Spielbericht | Belarus | AccorHotels Arena, Paris Zuschauer: 3.212 |

| 10. Mai 2017 20:15 Uhr | Finnland V.-M. Savinainen (24:06) M. Rantanen (25:51) S. Aho (49:30) M. Hännikäinen (50:34) T. Sallinen (59:15) | 5:2 (0:1, 2:0, 3:1) Spielbericht | Slowenien A. Kuralt (14:21) R. Tičar (45:50) | AccorHotels Arena, Paris Zuschauer: 3.436 |

| 11. Mai 2017 16:15 Uhr | Tschechien J. Kovář (61:25) | 1:0 n. V. (0:0, 0:0, 0:0, 1:0) Spielbericht | Norwegen | AccorHotels Arena, Paris Zuschauer: 6.381 |

| 11. Mai 2017 20:15 Uhr | Kanada R. O’Reilly (5:19) C. Giroux (39:11) M.-É. Vlasic (42:22) | 3:2 (1:1, 1:1, 1:0) Spielbericht | Frankreich O. Dame-Malka (9:00) D. Fleury (21:37) | AccorHotels Arena, Paris Zuschauer: 14.510 |

| 12. Mai 2017 16:15 Uhr | Tschechien M. Řepík (2:12) R. Horák (8:20) R. Horák (11:46) M. Kempný (22:09) R. Červenka (47:15) | 5:1 (3:0, 1:0, 1:1) Spielbericht | Slowenien M. Verlič (44:04) | AccorHotels Arena, Paris Zuschauer: 2.805 |

| 12. Mai 2017 20:15 Uhr | Frankreich S. Treille (12:29) D. Fleury (20:54) P.-É. Bellemare (52:35) S. Da Costa (PS) | 4:3 n. P. (1:0, 1:2, 1:1, 0:0, 1:0) Spielbericht | Belarus A. Paulowitsch (26:40) J. Scharanhowitsch (37:47) A. Kulakou (41:20) | AccorHotels Arena, Paris Zuschauer: 6.802 |

| 13. Mai 2017 12:15 Uhr | Norwegen A. Bastiansen (18:38) A. Martinsen (59:31) | 2:3 n. V. (1:0, 0:2, 1:0, 0:1) Spielbericht | Finnland J. Hietanen (25:33) J. Honka (28:11) M. Hännikäinen (61:55) | AccorHotels Arena, Paris Zuschauer: 8.108 |

| 13. Mai 2017 16:15 Uhr | Slowenien Ž. Jeglič (16:52) D. Rodman (19:15) | 2:5 (2:1, 0:4, 0:0) Spielbericht | Belarus A. Paulowitsch (13:12) J. Kawyrschyn (20:29) A. Paulowitsch (29:48) I. Schynkewitsch (38:05) A. Stas (39:43) | AccorHotels Arena, Paris Zuschauer: 7.158 |

| 13. Mai 2017 20:15 Uhr | Kanada R. O’Reilly (4:22) M. Marner (6:28) | 2:3 n. V. (2:0, 0:0, 0:2, 0:1) Spielbericht | Schweiz F. Herzog (46:37) V. Praplan (49:44) F. Herzog (63:40) | AccorHotels Arena, Paris Zuschauer: 12.932 |

| 14. Mai 2017 16:15 Uhr | Frankreich S. Da Costa (20:53) A. Roussel (50:38) | 2:5 (0:1, 1:2, 1:2) Spielbericht | Tschechien D. Pastrňák (8:32) M. Řepík (26:52) J. Rutta (37:01) M. Řepík (48:03) T. Zohorna (58:56) | AccorHotels Arena, Paris Zuschauer: 13.003 |

| 14. Mai 2017 20:15 Uhr | Schweiz F. Herzog (4:40) J. Genazzi (10:30) | 2:3 n. V. (2:1, 0:0, 0:1, 0:1) Spielbericht | Finnland J. Hietanen (19:01) M. Rantanen (47:40) V. Filppula (62:41) | AccorHotels Arena, Paris Zuschauer: 10.860 |

| 15. Mai 2017 16:15 Uhr | Kanada B. Schenn (17:48) C. Parayko (18:42) M. Scheifele (34:57) C. Parayko (38:14) R. O’Reilly (57:20) | 5:0 (2:0, 2:0, 1:0) Spielbericht | Norwegen | AccorHotels Arena, Paris Zuschauer: 5.093 |

| 15. Mai 2017 20:15 Uhr | Frankreich A. Roussel (28:20) Y. Auvitu (31:08) A. Roussel (44:01) A. Roussel (58:30) | 4:1 (0:0, 2:0, 2:1) Spielbericht | Slowenien J. Muršak (44:25) | AccorHotels Arena, Paris Zuschauer: 12.807 |

| 16. Mai 2017 12:15 Uhr | Belarus J. Lissawez (26:08) A. Kulakou (37:52) I. Schynkewitsch (54:06) J. Lissawez (56:56) | 4:3 (0:0, 2:1, 2:2) Spielbericht | Norwegen D. Sørvik (35:05) A. Reichenberg (41:19) J. Holøs (43:41) | AccorHotels Arena, Paris Zuschauer: 3.867 |

| 16. Mai 2017 16:15 Uhr | Tschechien R. Červenka (34:08) | 1:3 (0:1, 1:1, 0:1) Spielbericht | Schweiz V. Praplan (1:42) R. Suri (28:36) D. Brunner (52:09) | AccorHotels Arena, Paris Zuschauer: 4.531 |

| 16. Mai 2017 20:15 Uhr | Kanada M. Marner (2:46) C. Parayko (4:06) M. Marner (13:45) B. Point (28:09) M. Duchene (40:34) | 5:2 (3:1, 1:1, 1:0) Spielbericht | Finnland J. Lajunen (3:08) A. Ohtamaa (36:51) | AccorHotels Arena, Paris Zuschauer: 10.202 |

| Pl. |            | Sp | S | OTS | OTN | N | Tore  | Punkte |
| --- | ---------- | -- | - | --- | --- | - | ----- | ------ |
| 1.  | Kanada     | 7  | 6 | 0   | 1   | 0 | 32:10 | 19     |
| 2.  | Schweiz    | 7  | 3 | 2   | 2   | 0 | 22:14 | 15     |
| 3.  | Tschechien | 7  | 3 | 2   | 0   | 2 | 23:14 | 13     |
| 4.  | Finnland   | 7  | 2 | 2   | 1   | 2 | 21:22 | 11     |
| 5.  | Frankreich | 7  | 2 | 2   | 0   | 3 | 23:19 | 10     |
| 6.  | Norwegen   | 7  | 2 | 0   | 2   | 3 | 13:20 | 8      |
| 7.  | Belarus    | 7  | 2 | 0   | 1   | 4 | 15:27 | 7      |
| 8.  | Slowenien  | 7  | 0 | 0   | 1   | 6 | 13:36 | 1      |

Abkürzungen: Pl. = Platz, Sp = Spiele, S = Siege, OTS = Siege nach Verlängerung (Overtime) oder Penaltyschießen, OTN = Niederlagen nach Verlängerung oder Penaltyschießen, N = Niederlagen

Erläuterungen: Viertelfinale, Absteiger in die Division IA

### Finalrunde

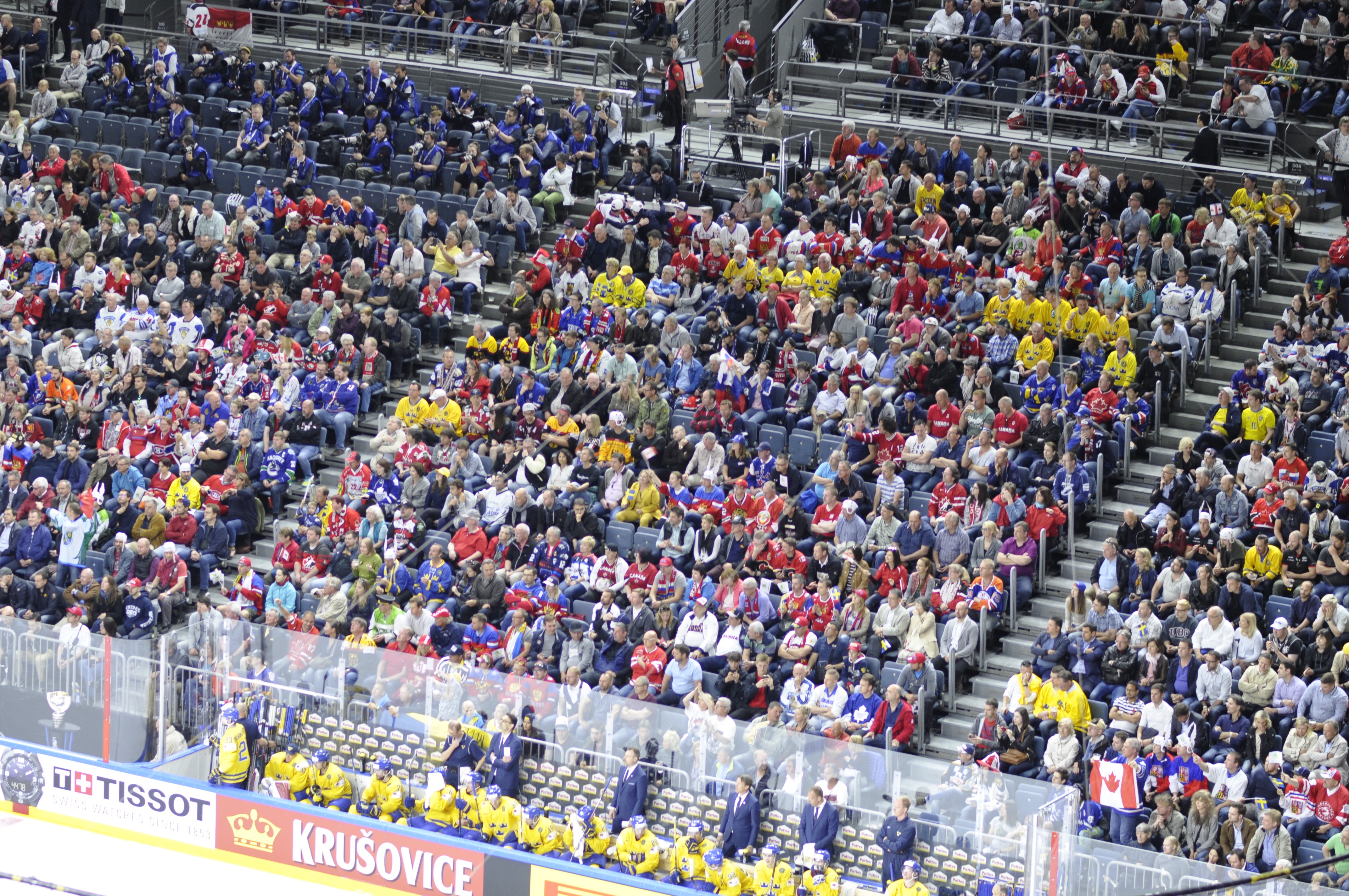
Zuschauer während des Finalspiels am 21. Mai 2017

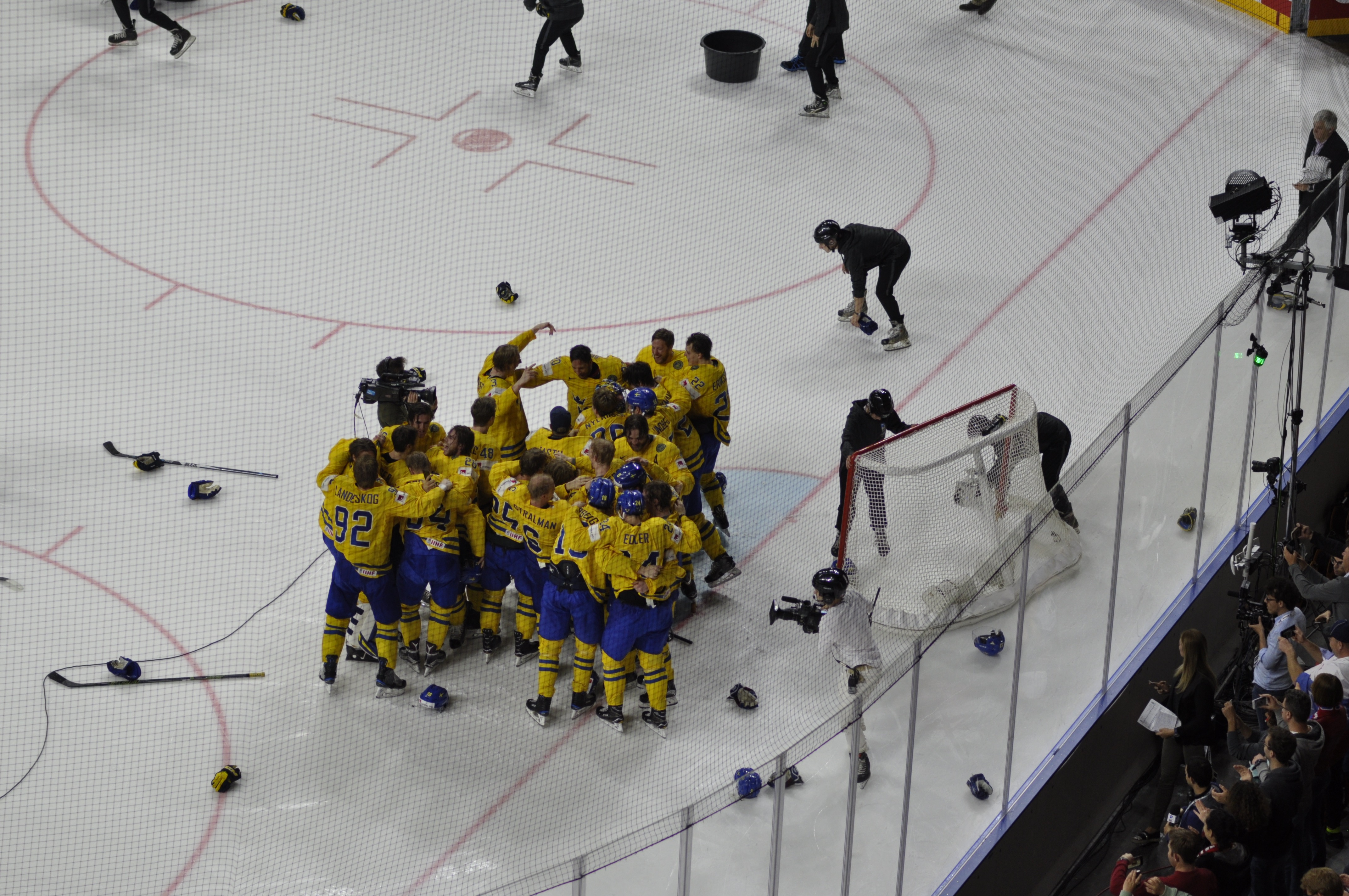
Das schwedische Team feiert den Titelgewinn

Die Finalrunde begann nach Abschluss der Vorrunde am 18. Mai 2017, so dass alle Teams mindestens einen Ruhetag hatten. Zwei der Viertelfinalpartien werden in der Lanxess Arena in Köln, die anderen beiden in der AccorHotels Arena in Paris ausgetragen. Die Partien fanden wie im Vorjahr im Kreuzvergleich der beiden Vorrundengruppen statt. Nur im Fall, dass Deutschland und Frankreich dadurch direkt aufeinandergetroffen wären, wären die Viertelfinals gruppenintern ausgetragen worden. Ab dem Halbfinale am 20. Mai wurden sämtliche Begegnungen in Köln gespielt. Das Finale sowie das Spiel um Bronze waren auf den 21. Mai terminiert.
|  | Viertelfinale | Viertelfinale | Viertelfinale |  |  | Halbfinale | Halbfinale | Halbfinale |  |  | Finale           | Finale           | Finale           |
|  |               |               |               |  |  |            |            |            |  |  |                  |                  |                  |
|  | B2            | Schweiz       | 1             |  |  |            |            |            |  |  |                  |                  |                  |
|  | A3            | Schweden      | 3             |  |  |            |            |            |  |  |                  |                  |                  |
|  |               |               |               |  |  | A3         | Schweden   | 4          |  |  |                  |                  |                  |
|  |               |               |               |  |  | B4         | Finnland   | 1          |  |  |                  |                  |                  |
|  | A1            | USA           | 0             |  |  |            |            |            |  |  |                  |                  |                  |
|  | B4            | Finnland      | 2             |  |  |            |            |            |  |  |                  |                  |                  |
|  |               |               |               |  |  |            |            |            |  |  | A3               | Schweden         | 2                |
|  |               |               |               |  |  |            |            |            |  |  | B1               | Kanada           | 1                |
|  | B1            | Kanada        | 2             |  |  |            |            |            |  |  |                  |                  |                  |
|  | A4            | Deutschland   | 1             |  |  |            |            |            |  |  |                  |                  |                  |
|  |               |               |               |  |  | B1         | Kanada     | 4          |  |  |                  |                  |                  |
|  |               |               |               |  |  | A2         | Russland   | 2          |  |  | Spiel um Platz 3 | Spiel um Platz 3 | Spiel um Platz 3 |
|  | A2            | Russland      | 3             |  |  |            |            |            |  |  | A2               | Russland         | 5                |
|  | B3            | Tschechien    | 0             |  |  |            |            |            |  |  | B4               | Finnland         | 3                |

#### Viertelfinale
| 18. Mai 2017 16:15 Uhr (Ortszeit) | USA | 0:2 (0:0, 0:1, 0:1) Spielbericht | Finnland M. Rantanen (21:01) J. Kemppainen (46:49) | Lanxess Arena, Köln Zuschauer: 8.968 |

| 18. Mai 2017 16:15 Uhr | Russland D. Orlow (08:45) N. Kutscherow (13:36) A. Panarin (53:55) | 3:0 (2:0, 0:0, 1:0) Spielbericht | Tschechien | Accor Hotels Arena, Paris Zuschauer: 6.209 |

| 18. Mai 2017 20:15 Uhr | Kanada M. Scheifele (17:11) J. Skinner (38:08) | 2:1 (1:0, 1:0, 0:1) Spielbericht | Deutschland Y. Seidenberg (53:21) | Lanxess Arena, Köln Zuschauer: 16.653 |

| 18. Mai 2017 20:15 Uhr | Schweiz G. Haas (12:53) | 1:3 (1:1, 0:1, 0:1) Spielbericht | Schweden N. Bäckström (4:15) W. Nylander (33:15) A. Edler (43:44) | Accor Hotels Arena, Paris Zuschauer: 8.417 |

#### Halbfinale
| 20. Mai 2017 15:15 Uhr | Kanada M. Scheifele (40:17) N. MacKinnon (55:07) R. O’Reilly (56:58) S. Couturier (58:53) | 4:2 (0:0, 0:2, 4:0) Spielbericht | Russland J. Kusnezow (32:16) N. Gussew (34:50) | Lanxess Arena, Köln Zuschauer: 16.469 |

| 20. Mai 2017 19:15 Uhr | Schweden A. Edler (1:49) J. Klingberg (24:36) W. Nylander (34:52) J. Nordström (53:52) | 4:1 (1:1, 2:0, 1:0) Spielbericht | Finnland J. Kemppainen (4:45) | Lanxess Arena, Köln Zuschauer: 11.242 |

#### Spiel um Platz 3
| 21. Mai 2017 16:15 Uhr | Russland N. Gussew (6:58) W. Tkatschow (21:48) N. Gussew (27:01) B. Kisselewitsch (28:16) N. Kutscherow (48:03) | 5:3 (1:0, 3:1, 1:2) Spielbericht | Finnland M. Rantanen (39:33) M. Lehtonen (41:16) V.-M. Savinainen (45:29) | Lanxess Arena, Köln Zuschauer: 16.182 |

#### Finale
| 21. Mai 2017 20:45 Uhr | Kanada R. O’Reilly (41:58) | 1:2 n. P. (0:0, 0:1, 1:0, 0:0, 0:1) Spielbericht | Schweden V. Hedman (39:39) N. Bäckström (PS) | Lanxess Arena, Köln Zuschauer: 17.363 |

### Statistik

#### Beste Scorer
Quelle: IIHF; Abkürzungen: Sp = Spiele, T = Tore, V = Vorlagen (Assists), Pkt = Punkte, +/− = Plus/Minus, SM = Strafminuten; Fett: Turnierbestwert
| Spieler            | Mannschaft | Sp | T | V  | Pkt | +/− | SM |
| ------------------ | ---------- | -- | - | -- | --- | --- | -- |
| Artemi Panarin     | Russland   | 9  | 4 | 13 | 17  | +4  | 4  |
| Nikita Kutscherow  | Russland   | 10 | 7 | 8  | 15  | +7  | 8  |
| Nathan MacKinnon   | Kanada     | 10 | 6 | 9  | 15  | +6  | 6  |
| Nikita Gussew      | Russland   | 10 | 7 | 7  | 14  | +5  | 4  |
| William Nylander   | Schweden   | 10 | 7 | 7  | 14  | +11 | 2  |
| Wadim Schipatschow | Russland   | 10 | 2 | 11 | 13  | +1  | 2  |
| Mitchell Marner    | Kanada     | 10 | 4 | 8  | 12  | +1  | 8  |
| Johnny Gaudreau    | USA        | 8  | 6 | 5  | 11  | +2  | 0  |
| Sebastian Aho      | Finnland   | 10 | 2 | 9  | 11  | −2  | 4  |
| Stéphane Da Costa  | Frankreich | 6  | 6 | 4  | 10  | +3  | 2  |

#### Beste Torhüter
Quelle: IIHF; Abkürzungen: Sp = Spiele, Min = Eiszeit (in Minuten), SaT = Schüsse aufs Tor, GT = Gegentore, SVS = Gehaltene Schüsse, Sv% = gehaltene Schüsse (in %), GTS = Gegentorschnitt, SO = Shutouts; Fett: Turnierbestwert
| Spieler            | Mannschaft | Sp | Min    | GT | SVS | SO | Sv%   | GTS  |
| ------------------ | ---------- | -- | ------ | -- | --- | -- | ----- | ---- |
| Henrik Lundqvist   | Schweden   | 5  | 320:00 | 7  | 122 | 0  | 94,57 | 1,31 |
| Calvin Pickard     | Kanada     | 7  | 443:40 | 11 | 167 | 1  | 93,82 | 1,49 |
| Andrei Wassilewski | Russland   | 9  | 522:51 | 15 | 218 | 3  | 93,56 | 1,72 |
| Elvis Merzļikins   | Lettland   | 6  | 364:04 | 12 | 171 | 1  | 93,44 | 1,98 |
| Leonardo Genoni    | Schweiz    | 6  | 361:32 | 10 | 140 | 2  | 93,33 | 1,66 |
| Florian Hardy      | Frankreich | 4  | 178:01 | 8  | 97  | 0  | 92,38 | 2,70 |
| Andreas Bernard    | Italien    | 5  | 300:52 | 13 | 149 | 0  | 91,98 | 2,59 |
| Jimmy Howard       | USA        | 6  | 355:25 | 11 | 126 | 1  | 91,97 | 1,86 |
| Harri Säteri       | Finnland   | 6  | 318:15 | 12 | 130 | 1  | 91,55 | 2,26 |
| Pavel Francouz     | Tschechien | 4  | 241:25 | 6  | 61  | 1  | 91,04 | 1,49 |

### Abschlussplatzierungen
Die Platzierungen ergaben sich nach folgenden Kriterien:
- Plätze 1 bis 4: Ergebnisse im Finale sowie im Spiel um Platz 3
- Plätze 5 bis 8 (Verlierer der Viertelfinalpartien): nach Platzierung, dann Punkten, dann Tordifferenz in der Vorrunde
- Plätze 9 bis 16 (Vorrunde): nach Platzierung, dann Punkten, dann Tordifferenz in der Vorrunde

| Pl. | Team        |
| --- | ----------- |
| 1   | Schweden    |
| 2   | Kanada      |
| 3   | Russland    |
| 4   | Finnland    |
| 5   | USA         |
| 6   | Schweiz     |
| 7   | Tschechien  |
| 8   | Deutschland |
| 9   | Frankreich  |
| 10  | Lettland    |
| 11  | Norwegen    |
| 12  | Dänemark    |
| 13  | Belarus     |
| 14  | Slowakei    |
| 15  | Slowenien   |
| 16  | Italien     |

### Titel, Auf- und Abstieg

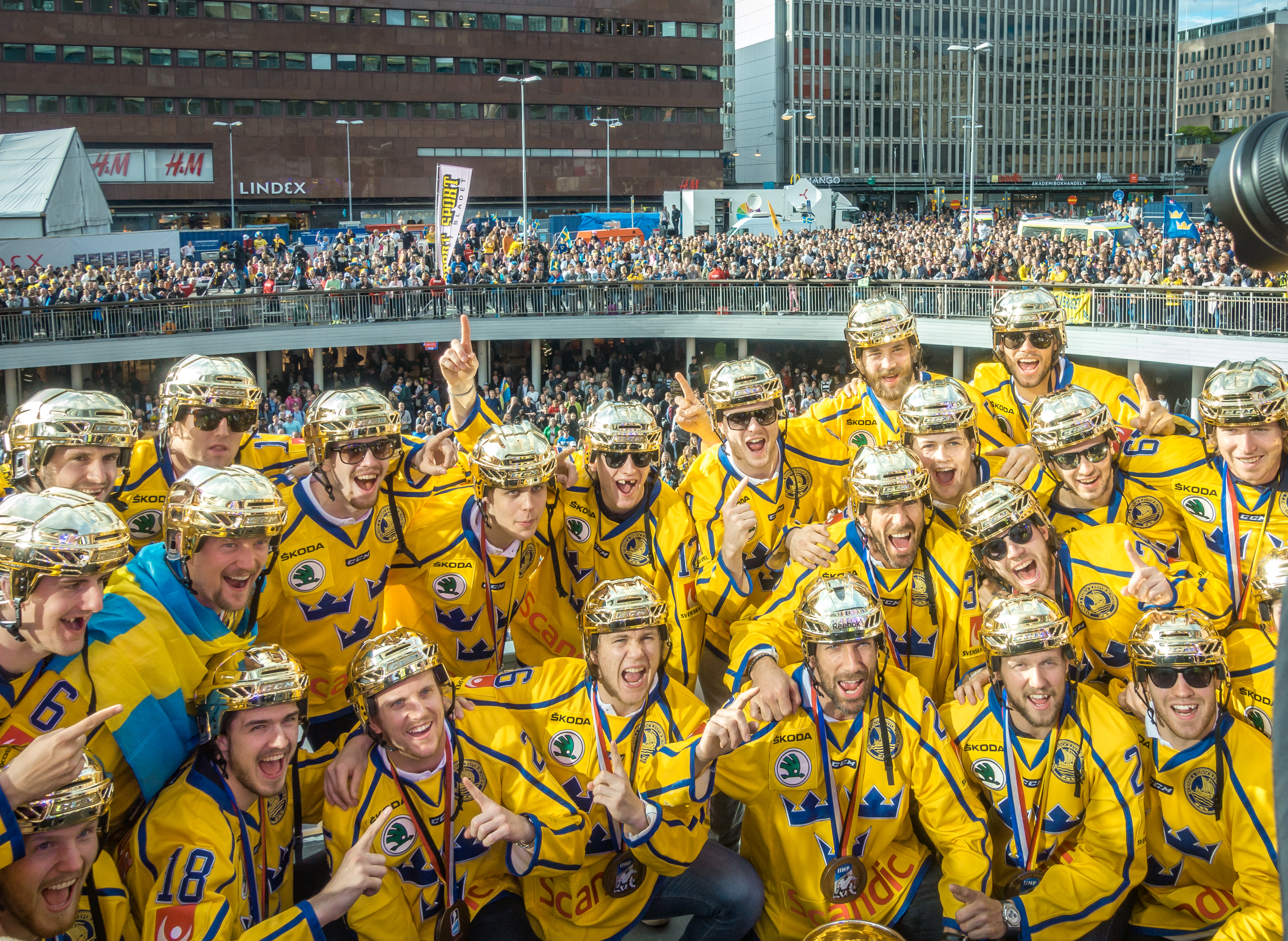
Siegesfeier der Tre Kronor auf dem Sergels torg in Stockholm (22. Mai 2017)

| Weltmeister Schweden | Viktor Fasth, Eddie Läck, Henrik Lundqvist – Jonas Brodin, Alexander Edler, Oliver Ekman Larsson, Victor Hedman, Philip Holm, John Klingberg, Anton Strålman – Nicklas Bäckström, Joel Eriksson Ek, Dennis Everberg, William Karlsson, Carl Klingberg, Marcus Krüger, Gabriel Landeskog, Oscar Lindberg, Elias Lindholm, Joel Lundqvist, Joakim Nordström, William Nylander, Linus Omark, Victor Rask, Carl Söderberg Cheftrainer: Rikard Grönborg Assistenztrainer: Johan Garpenlöv, Peter Popovic, Todd Woodcroft                                             |
| Silber Kanada        | Eric Comrie, Chad Johnson, Calvin Pickard – Tyson Barrie, Jason Demers, Calvin de Haan, Chris Lee, Mike Matheson, Josh Morrissey, Colton Parayko, Marc-Édouard Vlasic – Sean Couturier, Matt Duchene, Claude Giroux, Alexander Killorn, Travis Konecny, Nathan MacKinnon, Mitchell Marner, Ryan O’Reilly, Brayden Point, Mark Scheifele, Brayden Schenn, Wayne Simmonds, Jeff Skinner Cheftrainer: Jon Cooper Assistenztrainer: Gerard Gallant, Dave Hakstol |
| Bronze Russland      | Igor Schestjorkin, Ilja Sorokin, Andrei Wassilewski – Wiktor Antipin, Anton Below, Wladislaw Gawrikow, Bogdan Kisselewitsch, Andrei Mironow, Dmitri Orlow, Iwan Proworow, Artjom Sub – Sergei Andronow, Alexander Barabanow, Jewgeni Dadonow, Nikita Gussew, Jewgeni Kusnezow, Nikita Kutscherow, Sergei Mosjakin, Wladislaw Namestnikow, Waleri Nitschuschkin, Artemi Panarin, Sergei Plotnikow, Wadim Schipatschow, Iwan Telegin, Wladimir Tkatschow Cheftrainer: Oleg Snarok Assistenztrainer: Raschit Dawydow, Igor Nikitin, Harijs Vītoliņš, Ilja Worobjow |

| Absteiger in die Division IA:   | Italien, Slowenien   |
| Aufsteiger in die Top-Division: | Österreich, Südkorea |

### Auszeichnungen
Spielertrophäen
| Auszeichnung         | Spieler            | Team        |
| -------------------- | ------------------ | ----------- |
| Wertvollster Spieler | William Nylander   | Schweden    |
| Bester Torhüter      | Andrei Wassilewski | Russland    |
| Bester Verteidiger   | Dennis Seidenberg  | Deutschland |
| Bester Stürmer       | Artemi Panarin     | Russland    |

All-Star-Team
| Angriff:      | William Nylander – Artemi Panarin – Nathan MacKinnon |
| Verteidigung: | Colton Parayko – Dennis Seidenberg                   |
| Tor:          | Andrei Wassilewski                                   |

## Division I

### Gruppe A in Kiew, Ukraine
Das Turnier der Gruppe A wurde vom 22. bis 28. April 2017 in der ukrainischen Landeshauptstadt Kiew ausgetragen. Die Spiele fanden im 7.000 Zuschauer fassenden Sportpalast der Stadt statt. Insgesamt besuchten 51.851 Zuschauer die 15 Turnierspiele, was einem Schnitt von 3.456 pro Partie entspricht.
Wie schon in den Vorjahren präsentierte sich das Turnier der Gruppe A der Division I als sportlich ausgeglichenes Turnier. Weder blieb ein Team im Turnierverlauf ungeschlagen noch blieb eine Mannschaft ohne jeglichen Punktgewinn. Den Aufstieg in die Top-Division sicherten sich nach zweijähriger Zugehörigkeit zur Division IA die Mannschaft aus Österreich und erstmals in seiner Geschichte Südkorea. Für beide späteren Aufsteiger begann das Turnier überraschend. Während die Südkoreaner am zweiten Spieltag den Vorjahresabsteiger Kasachstan mit 5:2 besiegen konnten, hatten die Österreicher ihre Auftaktpartie gegen denselben Gegner am Vortag mit 2:3 verloren, womit die Aufstiegsambitionen einen ersten Dämpfer erlitten hatten. Österreich steigerte sich aber im weiteren Turnierverlauf kontinuierlich, schlug am Vorschlusstag den bisherigen Tabellenführer Südkorea klar mit 5:0 und sicherten sich am letzten Spieltag mit einem 11:0-Sieg über die ebenfalls noch mit Aufstiegschancen ins Spiel gegangenen Polen die Rückkehr in die Top-Division. Dahinter platzierte sich Südkorea, das sich im letzten Turnierspiel gegen den designierten Absteiger Ukraine im Penaltyschießen die nötigen zwei Punkte zum Aufstieg erarbeitete. Durch den Sieg im direkten Vergleich mit Kasachstan stieg Südkorea erstmals in die Top-Division auf und beerbte damit Japan als ersten Vertreter Ostasiens in der Top-Division seit der Weltmeisterschaft 2004.
Neben Kasachstan verpasste auch Vorjahresabsteiger Ungarn den direkten Wiederaufstieg. Die Ungarn konnten zwar zum Auftakt gegen den Gastgeber und Aufsteiger Ukraine das Eis als Sieger verlassen, gewannen danach aber keine Partie mehr. Die Gastgeber aus der Ukraine konnten ihren Heimvorteil im gesamten Turnierverlauf nicht nutzen und waren bereits nach dem vierten Spieltag wieder abgestiegen. Lediglich im abschließenden Turnierspiel holte die Mannschaft, die aufgrund der Regularien der Kontinentalen Hockey-Liga und Verletzungen auf zahlreiche ihrer Topspieler verzichten musste, ihren einzigen Punkt.
Die individuellen Auszeichnungen machten mit einer einzigen Ausnahme die Spieler Österreichs und Kasachstans unter sich aus. Als bester Torwart wurde der Österreicher Bernhard Starkbaum ausgezeichnet. Er wies nach fünf Einsätzen den geringsten Gegentorschnitt, die höchste Fangquote und die meisten Shutouts auf. Er wurde zudem ins All-Star-Team berufen. Den Titel des besten Verteidigers und die Berufung ins All-Star-Team sicherte sich mit Dominique Heinrich ein weiterer Österreicher. Heinrich wies mit +12 auch die beste Plus/Minus-Bilanz aller Spieler auf. Zum besten Stürmer wurde der eingebürgerte Kasache Nigel Dawes ernannt. Der gebürtige Kanadier war mit fünf Toren und neun Scorerpunkten in beiden Kategorien führend und fand sich dadurch als Teil der Sturmreihe im All-Star-Team wieder. Diese wurde von den Österreichern Konstantin Komarek, der ebenfalls neun Scorerpunkte sammelte, und Thomas Raffl, dem wertvollsten Spieler des Turniers, ergänzt. Komplettiert wurde das All-Star-Team durch den eingebürgerten Südkoreaner Alex Plante auf der Verteidigerposition. Die meisten Torvorlagen im Turnierverlauf sammelte der Österreicher Martin Schumnig.
| 22. April 2017 13:30 Uhr (Ortszeit) | Ukraine S. Kusmik (13:48) M. Buzenko (27:33) M. Buzenko (38:51) | 3:5 (1:1, 2:1, 0:3) Spielbericht | Ungarn I. Bartalis (14:35) J. Vas (20:20) A. Sarauer (50:41) K. Dansereau (52:53) J. Hári (59:49) | Sportpalast, Kiew Zuschauer: 4.612 |

| 22. April 2017 17:00 Uhr | Südkorea Kim K.-s. (7:51) Shin S.-w. (27:07) Lee Y.-j. (42:07) Kim S.-w. (46:02) | 4:2 (1:0, 1:1, 2:1) Spielbericht | Polen M. Bryk (34:40) B. Pociecha (49:48) | Sportpalast, Kiew Zuschauer: 2.257 |

| 22. April 2017 20:30 Uhr | Österreich K. Komarek (24:32) T. Raffl (37:31) | 2:3 (0:2, 2:0, 0:1) Spielbericht | Kasachstan N. Dawes (8:26) N. Dawes (14:56) W. Markelow (43:38) | Sportpalast, Kiew Zuschauer: 2.819 |

| 23. April 2017 17:00 Uhr | Kasachstan B. Bochenski (8:01) N. Dawes (33:25) | 2:5 (1:1, 1:0, 0:4) Spielbericht | Südkorea Ahn J.-h. (15:56) A. Plante (45:49) Shin S.-h. (47:03) A. Plante (49:58) Kim K.-s. (51:41) | Sportpalast, Kiew Zuschauer: 2.463 |

| 23. April 2017 20:30 Uhr | Polen T. Malasiński (19:56) D. Kapica (46:34) | 2:1 (1:0, 0:1, 1:0) Spielbericht | Ukraine R. Blahyj (38:30) | Sportpalast, Kiew Zuschauer: 5.291 |

| 24. April 2017 20:30 Uhr | Ungarn K. Dansereau (6:23) | 1:3 (1:1, 0:0, 0:2) Spielbericht | Österreich T. Raffl (3:51) F. Hofer (44:33) D. Heinrich (47:21) | Sportpalast, Kiew Zuschauer: 2.861 |

| 25. April 2017 13:30 Uhr | Kasachstan K. Dallman (61:39) | 1:0 n. V. (0:0, 0:0, 0:0, 1:0) Spielbericht | Polen | Sportpalast, Kiew Zuschauer: 1.536 |

| 25. April 2017 17:00 Uhr | Ungarn D. Kóger (23:45) | 1:3 (0:0, 1:1, 0:2) Spielbericht | Südkorea Kim K.-s. (35:43) Shin S.-h. (46:31) Shin S.-w. (55:13) | Sportpalast, Kiew Zuschauer: 2.713 |

| 25. April 2017 20:30 Uhr | Ukraine | 0:1 (0:0, 0:1, 0:0) Spielbericht | Österreich D. Woger (35:57) | Sportpalast, Kiew Zuschauer: 5.005 |

| 26. April 2017 20:30 Uhr | Kasachstan N. Dawes (3:21) M. St. Pierre (19:59) N. Michailis (41:59) B. Bochenski (57:04) | 4:2 (2:0, 0:2, 2:0) Spielbericht | Ukraine D. Nimenko (34:25) S. Babynez (35:16) | Sportpalast, Kiew Zuschauer: 4.806 |

| 27. April 2017 17:00 Uhr | Polen K. Zapała (25:01) T. Malasiński (25:50) | 2:0 (0:0, 2:0, 0:0) Spielbericht | Ungarn | Sportpalast, Kiew Zuschauer: 2.874 |

| 27. April 2017 20:30 Uhr | Österreich L. Haudum (12:09) B. Lebler (12:57) D. Heinrich (16:26) K. Komarek (24:36) S. Strong (49:09) | 5:0 (3:0, 1:0, 1:0) Spielbericht | Südkorea | Sportpalast, Kiew Zuschauer: 3.511 |

| 28. April 2017 13:30 Uhr | Ungarn K. Sagert (17:34) | 1:3 (1:2, 0:0, 0:1) Spielbericht | Kasachstan K. Dallman (2:48) N. Michailis (10:25) N. Dawes (59:47) | Sportpalast, Kiew Zuschauer: 2.323 |

| 28. April 2017 17:00 Uhr | Polen | 0:11 (0:3, 0:4, 0:4) Spielbericht | Österreich M. Ulmer (1:44) B. Lebler (7:01) F. Hofer (10:02) T. Raffl (28:36) L. Haudum (29:07) K. Komarek (35:39) K. Komarek (39:51) S. Strong (46:52) L. Haudum (48:27) B. Lebler (50:31) B. Lebler (55:20) | Sportpalast, Kiew Zuschauer: 3.453 |

| 28. April 2017 20:30 Uhr | Südkorea Ahn J.-h. (24:59) M. Swift (PS) | 2:1 n. P. (0:0, 1:1, 0:0, 0:0, 1:0) Spielbericht | Ukraine S. Babynez (33:24) | Sportpalast, Kiew Zuschauer: 5.327 |

| Pl. |            | Sp | S | OTS | OTN | N | Tore  | Punkte |
| --- | ---------- | -- | - | --- | --- | - | ----- | ------ |
| 1.  | Österreich | 5  | 4 | 0   | 0   | 1 | 22:04 | 12     |
| 2.  | Südkorea   | 5  | 3 | 1   | 0   | 1 | 14:11 | 11     |
| 3.  | Kasachstan | 5  | 3 | 1   | 0   | 1 | 13:10 | 11     |
| 4.  | Polen      | 5  | 2 | 0   | 1   | 2 | 06:17 | 7      |
| 5.  | Ungarn     | 5  | 1 | 0   | 0   | 4 | 08:14 | 3      |
| 6.  | Ukraine    | 5  | 0 | 0   | 1   | 4 | 07:14 | 1      |

Abkürzungen: Pl. = Platz, Sp = Spiele, S = Siege, OTS = Siege nach Verlängerung (Overtime) oder Penaltyschießen, OTN = Niederlagen nach Verlängerung oder Penaltyschießen, N = Niederlagen

Erläuterungen: Aufsteiger in die Top-Division, Absteiger in die Division IB

#### Division-IA-Aufstiegsmannschaften
| Division-IA-Aufsteiger Österreich | Christoph Duller, Manuel Ganahl, Lukas Haudum, Dominique Heinrich, Fabio Hofer, Thomas Hundertpfund, David Kickert, Erik Kirchschläger, Konstantin Komarek, Brian Lebler, Patrick Obrist, Thomas Raffl, Alexander Rauchenwald, Markus Schlacher, Martin Schumnig, Patrick Spannring, Bernhard Starkbaum, Steven Strong, Martin Ulmer, Stefan Ulmer, Layne Viveiros, Daniel Woger Trainer: Roger Bader |
| Division-IA-Aufsteiger Südkorea   | Ahn Jin-hui, Cho Min-ho, Matt Dalton, Kim Ki-sung, Kim Sang-wook, Kim Won-jun, Kim Won-jung, Lee Chong-hyun, Lee Don-ku, Lee Young-jun, Oh Hyon-ho, Park Jin-kyu, Park Sung-je, Park Woo-sang, Alex Plante, Eric Regan, Seo Yeong-jun, Shin Hyung-jun, Shin Sang-hoon, Shin Sang-woo, Michael Swift, Bryan Young Trainer: Jim Paek                                                                    |

### Gruppe B in Belfast, Nordirland, Großbritannien
Das Turnier der Gruppe B wurde vom 23. bis 29. April 2017 in der nordirischen Hauptstadt Belfast ausgetragen. Die Spiele fanden in der 9.957 Zuschauer fassenden SSE Arena statt. Insgesamt besuchten 21.208 Zuschauer die 15 Turnierspiele, was einem Schnitt von 1.413 pro Partie entspricht.
Sowohl der Gastgeber aus Großbritannien als auch der Vorjahresabsteiger Japan untermauerten vom ersten Turniertag an ihre Favoritenstellung und blieben an den ersten vier Spieltagen siegreich. So musste das letzte Turnierspiel im direkten Vergleich beider Teams herhalten, um den Aufsteiger in die A-Gruppe der Division I zu ermitteln. Letztlich setzte sich die britische Mannschaft deutlich mit 4:0 durch und kehrte nach vierjähriger Abstinenz verlustpunktfrei in die Gruppe A zurück.  Während die Ostasiaten den zweiten Platz belegten, folgten die baltischen Staaten Litauen und Estland auf den weiteren Plätzen. Im Abstiegskampf mussten die Niederlande den direkten Wiederabstieg in die Division II hinnehmen, nachdem sie ohne Punktgewinn geblieben waren und nur sechs Tore erzielt hatten. Die davor platzierten Kroaten hatten das entscheidende Direktduell am dritten Spieltag mit 6:2 gewonnen.
Bei den individuellen Auszeichnungen wurde der Japaner Yutaka Fukufuji als bester Torwart ausgezeichnet, die Briten Ben O’Connor als bester Verteidiger und Colin Shields als bester Stürmer. Die meisten Scorerpunkte sammelte der Japaner Daisuke Obara. Unter seinen zehn Scorerpunkten befanden sich fünf Treffer, womit er zugleich auch bester Torschütze war.
| 23. April 2017 12:30 Uhr (Ortszeit) | Niederlande S. Mason (37:02) | 1:6 (0:2, 1:2, 0:2) Spielbericht | Japan H. Satō (5:21) K. Takagi (13:59) M. Furuhashi (24:15) D. Obara (32:31) D. Obara (41:39) H. Ueno (57:20) | SSE Arena, Belfast Zuschauer: 943 |

| 23. April 2017 16:00 Uhr | Kroatien M. Blagus (28:17) D. Brine (54:25) | 2:4 (0:1, 1:0, 1:3) Spielbericht | Großbritannien R. Dowd (15:30) D. Clarke (43:46) E. Mosey (46:45) R. Cowley (58:56) | SSE Arena, Belfast Zuschauer: 1.830 |

| 23. April 2017 19:30 Uhr | Estland | 0:3 (0:1, 0:2, 0:0) Spielbericht | Litauen P. Rulevičius (14:28) A. Bendžius (30:18) U. Čižas (37:56) | SSE Arena, Belfast Zuschauer: 914 |

| 24. April 2017 12:30 Uhr | Japan K. Koizumi (8:40) S. Satō (16:40) G. Tanaka (26:41) Y. Hirano (46:57) | 4:2 (2:0, 1:0, 1:2) Spielbericht | Kroatien A. Sertich (45:36) A. Sertich (58:39) | SSE Arena, Belfast Zuschauer: 351 |

| 24. April 2017 16:00 Uhr | Litauen D. Čypas (3:27) P. Rulevičius (14:27) U. Čižas (30:45) E. Krakauskas (34:48) E. Rybakov (35:26) D. Pliskauskas (36:08) A. Bendžius (42:35) P. Gintautas (53:52) | 8:0 (2:0, 4:0, 2:0) Spielbericht | Niederlande | SSE Arena, Belfast Zuschauer: 519 |

| 24. April 2017 19:30 Uhr | Großbritannien M. Garside (4:38) D. Phillips (19:19) L. Stewart (41:16) D. Clarke (44:02) E. Mosey (44:28) | 5:1 (2:0, 0:1, 3:0) Spielbericht | Estland R. Andrejev (29:20) | SSE Arena, Belfast Zuschauer: 1.437 |

| 26. April 2017 12:30 Uhr | Japan D. Obara (19:06) K. Minoshima (20:43) D. Obara (31:48) S. Nakajima (33:29) H. Ueno (42:49) G. Tanaka (44:13) | 6:2 (1:0, 3:1, 2:1) Spielbericht | Estland R. Embrich (34:26) V. Vasjonkin (41:55) | SSE Arena, Belfast Zuschauer: 575 |

| 26. April 2017 16:00 Uhr | Niederlande R. van der Schuit (37:25) R. van der Schuit (55:25) | 2:6 (0:4, 1:1, 1:1) Spielbericht | Kroatien I. Janković (1:59) B. Rendulić (13:29) M. Miličić (13:41) L. Jarčov (13:50) M. Blagus (21:35) B. Rendulić (58:33) | SSE Arena, Belfast Zuschauer: 703 |

| 26. April 2017 19:30 Uhr | Großbritannien C. Shields (1:41) J. Phillips (7:26) E. Mosey (12:55) R. Farmer (16:15) B. O’Connor (47:47) | 5:2 (4:1, 0:0, 1:1) Spielbericht | Litauen A. Bosas (2:12) U. Čižas (40:33) | SSE Arena, Belfast Zuschauer: 1.787 |

| 28. April 2017 12:30 Uhr | Litauen E. Krakauskas (21:52) M. Kaleinikovas (25:16) | 2:6 (0:1, 2:2, 0:3) Spielbericht | Japan M. Furuhashi (2:23) D. Obara (23:47) K. Takagi (32:50) Y. Nakayashiki (47:13) K. Takagi (47:52) G. Tanaka (54:51) | SSE Arena, Belfast Zuschauer: 811 |

| 28. April 2017 16:00 Uhr | Kroatien M. Blagus (22:18) D. Kanaet (30:25) B. Rendulić (38:01) | 3:4 (0:1, 3:2, 0:1) Spielbericht | Estland A. Makrov (5:04) R. Rooba (26:45) A. Sibirtsev (28:06) A. Makrov (40:23) | SSE Arena, Belfast Zuschauer: 922 |

| 28. April 2017 19:30 Uhr | Großbritannien C. Shields (4:14) J. Phillips (4:50) S. Duggan (18:39) B. Brooks (21:34) C. Peacock (31:02) R. Lachowicz (31:23) C. Shields (32:17) S. Duggan (34:51) L. Stewart (43:25) R. Dowd (47:23) C. Shields (49:32) M. Myers (53:00) B. Brooks (54:16) R. Dowd (56:16) | 14:0 (3:0, 5:0, 6:0) Spielbericht | Niederlande | SSE Arena, Belfast |

| 29. April 2017 12:30 Uhr | Litauen M. Kieras (16:41) E. Protčenko (24:23) U. Čižas (45:13) | 3:1 (1:1, 1:0, 1:0) Spielbericht | Kroatien L. Mikulić (10:18) | SSE Arena, Belfast Zuschauer: 1.343 |

| 29. April 2017 16:00 Uhr | Estland R. Rooba (17:54) R. Rooba (37:08) A. Petrov (47:58) R. Rooba (53:38) | 4:3 (1:2, 1:1, 2:0) Spielbericht | Niederlande G. van Nes (15:12) J. Melissant (16:43) K. Bruijsten (28:40) | SSE Arena, Belfast Zuschauer: 1.608 |

| 29. April 2017 19:30 Uhr | Japan | 0:4 (0:1, 0:3, 0:0) Spielbericht | Großbritannien R. Dowd (17:42) B. Brooks (24:37) M. Myers (29:19) M. Myers (37:55) | SSE Arena, Belfast Zuschauer: 4.460 |

| Pl. |                | Sp | S | OTS | OTN | N | Tore  | Punkte |
| --- | -------------- | -- | - | --- | --- | - | ----- | ------ |
| 1.  | Großbritannien | 5  | 5 | 0   | 0   | 0 | 32:05 | 15     |
| 2.  | Japan          | 5  | 4 | 0   | 0   | 1 | 22:11 | 12     |
| 3.  | Litauen        | 5  | 3 | 0   | 0   | 2 | 18:12 | 9      |
| 4.  | Estland        | 5  | 2 | 0   | 0   | 3 | 11:20 | 6      |
| 5.  | Kroatien       | 5  | 1 | 0   | 0   | 4 | 14:17 | 3      |
| 6.  | Niederlande    | 5  | 0 | 0   | 0   | 5 | 06:38 | 0      |

Abkürzungen: Pl. = Platz, Sp = Spiele, S = Siege, OTS = Siege nach Verlängerung (Overtime) oder Penaltyschießen, OTN = Niederlagen nach Verlängerung oder Penaltyschießen, N = Niederlagen

Erläuterungen: Aufsteiger in die Division IA, Absteiger in die Division IIA

#### Division-IB-Siegermannschaft
| Division-IB-Aufsteiger Großbritannien | Ben Bowns, Brendan Brooks, David Clarke, Russell Cowley, Robert Dowd, Samuel Duggan, Robert Farmer, Mark Garside, Robert Lachowicz, Stephen Lee, Evan Mosey, Stephen Murphy, Matthew Myers, Ben O’Connor, Craig Peacock, Dave Phillips, Jonathan Phillips, Mark Richardson, Colin Shields, Liam Stewart, Paul Swindlehurst, Jonathan Weaver Trainer: Peter Russell |

### Auf- und Abstieg
| Absteiger in die Division IA:   | Italien, Slowenien   |
| Aufsteiger in die Top-Division: | Österreich, Südkorea |
| Absteiger in die Division IB:   | Ukraine              |
| Aufsteiger in die Division IA:  | Großbritannien       |
| Absteiger in die Division IIA:  | Niederlande          |
| Aufsteiger in die Division IB:  | Rumänien             |

## Division II

### Gruppe A in Galați, Rumänien
Das Turnier der Gruppe A wurde vom 3. bis 9. April 2017 in der rumänischen Stadt Galați ausgetragen. Die Spiele fanden im 5.000 Zuschauer fassenden Patinoarul Artificial Dunărea Galați statt. Insgesamt besuchten 14.910 Zuschauer die 15 Turnierspiele, was einem Schnitt von 994 pro Partie entspricht.
Der Gastgeber und Vorjahresabsteiger Rumänien sicherte sich durch einen deutlichen 6:0-Sieg im abschließenden Turnierspiel gegen Spanien letztlich souverän den Aufstieg in die Gruppe B der Division I. Damit schafften die Rumänen mit vier Siegen aus fünf Partien den sofortigen Wiederaufstieg. Hinter den siegreichen Gastgebern schloss Aufsteiger Australien das Turnier überraschend als Zweiter ab. Den Gang in die Gruppe B der Division II musste Spanien nach drei Jahren Zugehörigkeit zur Gruppe A antreten. Die Iberer, die im Vorjahr noch Gruppenzweiter gewesen waren, konnten lediglich zwei Punkte sammeln und hatten bereits vor dem letzten Turnierspiel keine Chancen mehr auf den Klassenerhalt.
| 3. April 2017 13:00 Uhr (Ortszeit) | Australien W. Darge (7:28) T. Powell (41:20) J. Rezek (41:55) J. Rezek (61:17) | 4:3 n. V. (1:1, 0:1, 2:1, 1:0) Spielbericht | Serbien A. Luković (14:47) M. Milovanović (31:33) M. Sretović (55:26) | Patinoarul Artificial Dunărea, Galați Zuschauer: 250 |

| 3. April 2017 16:30 Uhr | Spanien I. Solórzano (4:48) G. González (37:09) | 2:3 (1:2, 1:1, 0:0) Spielbericht | Island P. Maack (0:07) J. Leifsson (7:20) R. Pálsson (38:59) | Patinoarul Artificial Dunărea, Galați Zuschauer: 190 |

| 3. April 2017 20:00 Uhr | Belgien J. Paulus (5:29) | 1:9 (1:2, 0:3, 0:4) Spielbericht | Rumänien E. Mihály (11:23) E. Mihály (19:42) E. Mihály (23:11) A. Irimia (27:40) E. Mihály (34:34) C. Fodor (43:17) E. Mihály (47:30) A. Salló (54:36) F. Bocu (58:21) | Patinoarul Artificial Dunărea, Galați Zuschauer: 2.230 |

| 4. April 2017 13:00 Uhr | Island Ó. Björnsson (32:44) S. Ingason (36:50) | 2:3 (0:1, 2:1, 0:1) Spielbericht | Australien J. Woodman (14:23) W. Darge (30:39) P. Baranzelli (43:00) | Patinoarul Artificial Dunărea, Galați Zuschauer: 250 |

| 4. April 2017 16:30 Uhr | Spanien O. Rubio (52:51) P. Puyuelo (57:58) J. Brabo (59:58) | 3:5 (0:1, 0:2, 3:2) Spielbericht | Belgien B. Kolodziejczyk (7:46) B. Kolodziejczyk (21:26) M. Morgan (25:06) M. Distate (41:07) A. Bremer (56:53) | Patinoarul Artificial Dunărea, Galați Zuschauer: 210 |

| 4. April 2017 20:00 Uhr | Rumänien B. Flinta (6:47) M. Georgescu (16:05) M. Bíró (40:37) B. Flinta (44:24) | 4:1 (2:0, 0:1, 2:0) Spielbericht | Serbien D. Filipović (36:10) | Patinoarul Artificial Dunărea, Galați Zuschauer: 2.100 |

| 6. April 2017 13:00 Uhr | Belgien J. Paulus (16:18) B. Kolodziejczyk (50:04) | 2:9 (1:2, 0:2, 1:5) Spielbericht | Serbien M. Sretović (1:07) P. Popravka (7:25) M. Đumić (23:55) N. Vučurević (28:29) N. Vučurević (41:09) R. Sabadoš (44:02) A. Luković (53:13) P. Ogrizović (54:44) M. Sretović (59:22) | Patinoarul Artificial Dunărea, Galați Zuschauer: 100 |

| 6. April 2017 16:30 Uhr | Spanien A. Carbonell (4:31) A. Carbonell (50:59) O. Rubio (58:32) | 3:5 (1:2, 0:1, 2:2) Spielbericht | Australien J. Rezek (0:44) B. Taylor (6:52) P. Baranzelli (21:59) J. Rezek (40:24) B. Taylor (59:11) | Patinoarul Artificial Dunărea, Galați Zuschauer: 300 |

| 6. April 2017 20:00 Uhr | Rumänien | 0:2 (0:0, 0:1, 0:1) Spielbericht | Island K. Kristinsson (25:27) A. Knútsson (54:07) | Patinoarul Artificial Dunărea, Galați Zuschauer: 2.600 |

| 7. April 2017 13:00 Uhr | Serbien M. Đumić (22:14) P. Ogrizović (39:14) D. Filipović (44:58) M. Milovanović (55:44) | 4:5 n. V. (0:3, 2:1, 2:0, 0:1) Spielbericht | Spanien G. Betrán (4:59) B. Baldris (13:26) O. Boronat (18:56) P. Fuentes (29:11) G. González (63:15) | Patinoarul Artificial Dunărea, Galați Zuschauer: 130 |

| 7. April 2017 16:30 Uhr | Island R. Hedström (17:37) A. Mikaelsson (25:50) P. Maack (26:24) | 3:9 (1:3, 2:4, 0:2) Spielbericht | Belgien V. Morgan (4:03) F. Neven (9:21) M. Morgan (15:17) B. van den Bogaert (27:31) M. Pellegrims (31:46) V. Morgan (34:58) Y. de Smet (35:21) Y. de Smet (44:01) M. Morgan (55:14) | Patinoarul Artificial Dunărea, Galați Zuschauer: 200 |

| 7. April 2017 20:00 Uhr | Australien J. Rezek (17:14) | 1:5 (1:1, 0:2, 0:2) Spielbericht | Rumänien S. Rokaly (17:44) I. Nagy (28:36) M. Bíró (37:35) E. Mihály (51:11) C. Fodor (56:29) | Patinoarul Artificial Dunărea, Galați Zuschauer: 2.800 |

| 9. April 2017 13:00 Uhr | Belgien | 0:3 (0:1, 0:1, 0:1) Spielbericht | Australien C. Todd (15:51) C. Wong (22:27) C. Todd (45:42) | Patinoarul Artificial Dunărea, Galați Zuschauer: 150 |

| 9. April 2017 16:30 Uhr | Serbien N. Vučurević (3:51) M. Brkušanin (13:55) N. Vučurević (16:04) M. Brkušanin (26:07) M. Brkušanin (34:16) N. Vučurević (40:55) | 6:0 (3:0, 2:0, 1:0) Spielbericht | Island | Patinoarul Artificial Dunărea, Galați Zuschauer: 200 |

| 9. April 2017 20:00 Uhr | Rumänien S. Rokaly (16:05) O. Bíró (22:24) E. Mihály (32:52) E. Mihály (43:29) M. Georgescu (43:45) H. Bors (57:20) | 6:0 (1:0, 2:0, 3:0) Spielbericht | Spanien | Patinoarul Artificial Dunărea, Galați Zuschauer: 3.200 |

| Pl. |            | Sp | S | OTS | OTN | N | Tore  | Punkte |
| --- | ---------- | -- | - | --- | --- | - | ----- | ------ |
| 1.  | Rumänien   | 5  | 4 | 0   | 0   | 1 | 24:05 | 12     |
| 2.  | Australien | 5  | 3 | 1   | 0   | 1 | 16:13 | 11     |
| 3.  | Serbien    | 5  | 2 | 0   | 2   | 1 | 23:15 | 8      |
| 4.  | Belgien    | 5  | 2 | 0   | 0   | 3 | 17:27 | 6      |
| 5.  | Island     | 5  | 2 | 0   | 0   | 3 | 10:20 | 6      |
| 6.  | Spanien    | 5  | 0 | 1   | 0   | 4 | 13:23 | 2      |

Abkürzungen: Pl. = Platz, Sp = Spiele, S = Siege, OTS = Siege nach Verlängerung (Overtime) oder Penaltyschießen, OTN = Niederlagen nach Verlängerung oder Penaltyschießen, N = Niederlagen

Erläuterungen: Aufsteiger in die Division IB, Absteiger in die Division IIB

#### Division-IIA-Siegermannschaft
| Division-IIA-Aufsteiger Rumänien | Sándor László Barabás, Gergő Bíró, Mátyás Bíró, Ottó Bíró, Florian Bocu, Huba Bors, Botond Flinta, Csanád Fodor, Hugó Gecse, Mihail Georgescu, Roberto Gliga, Tihamér Győrfy, Adrian Irimia, Nicușor Lușneac, Ede Mihály, István Nagy, Ottó Onodi, Zsolt Péter, Norbert Rokaly, Szilárd Rokaly, Alpár Salló, Zoltán Tőke Trainer: Martin Lacroix |

### Gruppe B in Auckland, Neuseeland
Das Turnier der Gruppe B wurde vom 4. bis 10. April 2017 in der neuseeländischen Stadt Auckland ausgetragen. Die Spiele fanden im 400 Zuschauer fassenden Paradice Botany statt. Insgesamt besuchten 3.229 Zuschauer die 15 Turnierspiele, was einem Schnitt von 215 pro Partie entspricht.
Bereits am Vorschlusstag sicherte sich die Mannschaft aus der Volksrepublik China den sofortigen Wiederaufstieg in die Division IIA. Die Asiaten hielten sich im Turnierverlauf mit fünf Siegen aus fünf Spielen verlustpunktfrei und legten den Grundstein für den Turniersieg bereits am zweiten Spieltag durch ein 5:2-Sieg über den Gastgeber und späteren Tabellenzweiten Neuseeland. Der Abstieg entschied sich vor dem letzten Spieltag zwischen gleich drei Teams, die jeweils einmal gewonnen und damit punktgleich in den letzten Turniertag gingen. Da keine der drei Mannschaften einen Punkt errang, entschied der direkte Vergleich zwischen den Mannschaften, so dass letztlich die Türkei den erneuten Abstieg in die Division III hinnehmen musste. Die Türken wiesen im Dreiervergleich mit Nordkorea und Mexiko das schlechteste Torverhältnis auf.
| 4. April 2017 13:00 Uhr (Ortszeit) | 4. April 2017 3:00 Uhr (MESZ) | Mexiko L. A. de la Vega (18:52) J. Pérez (25:47) L. A. de la Vega (26:50) J. Pérez (32:06) Ó. Rubio (53:46) | 5:1 (1:0, 3:1, 1:0) Spielbericht | Nordkorea Ri C.-m. (35:51) | Paradice Botany, Auckland Zuschauer: 100 |

| 4. April 2017 16:30 Uhr | 4. April 2017 6:30 Uhr | Israel E. Kozhevnikov (19:40) T. Aharonovich (39:21) | 2:5 (1:2, 1:0, 0:3) Spielbericht | Volksrepublik China Xia T. (0:53) R. Ying (1:58) Zhang P. (47:24) Zhang Z. (55:39) Zhang H. (59:59) | Paradice Botany, Auckland Zuschauer: 100 |

| 4. April 2017 20:00 Uhr | 4. April 2017 10:00 Uhr | Türkei S. Semiz (59:55) | 1:4 (0:1, 0:2, 1:1) Spielbericht | Neuseeland P. Heyd (17:57) J. Challis (20:29) J. Ratcliffe (24:58) J. Challis (55:14) | Paradice Botany, Auckland Zuschauer: 350 |

| 5. April 2017 13:00 Uhr | 5. April 2017 3:00 Uhr | Mexiko C. Gómez (50:27) H. Majul (51:44) | 2:6 (0:0, 0:4, 2:2) Spielbericht | Israel R. Aharonovich (30:49) I. Spektor (32:51) D. Mazour (33:10) M. Kozhevnikov (39:13) I. Spektor (52:16) D. Mazour (55:54) | Paradice Botany, Auckland Zuschauer: 100 |

| 5. April 2017 16:30 Uhr | 5. April 2017 6:30 Uhr | Nordkorea Ri P.-i. (2:58) Hong C.-r. (7:09) Kim H.-j. (7:33) An C.-h. (10:30) Kim S.-g. (12:59) Hong C.-r. (18:47) Ri C.-m. (25:27) Kim M.-c. (29:04) Kim K.-h. (32:56) Hong C.-r. (34:33) Kim K.-h. (42:15) | 11:3 (6:0, 4:2, 1:1) Spielbericht | Türkei Y. Halil (27:11) S. Gümüş (36:21) Y. Halil (49:18) | Paradice Botany, Auckland Zuschauer: 100 |

| 5. April 2017 20:00 Uhr | 5. April 2017 10:00 Uhr | Volksrepublik China Ji P. (18:24) Yang M. (27:40) Xiang X. (47:31) Zhang P. (50:23) Xiang X. (59:33) | 5:2 (1:1, 1:1, 3:0) Spielbericht | Neuseeland P. Heyd (11:59) R. Ruddle (24:54) | Paradice Botany, Auckland Zuschauer: 450 |

| 7. April 2017 13:00 Uhr | 7. April 2017 3:00 Uhr | Volksrepublik China Zhang Z. (1:57) Zhang C. (2:31) Zhang H. (7:15) Liu Q. (12:18) Yang M. (16:46) Guan T. (19:59) Yang M. (30:34) Xia T. (50:47) | 8:3 (6:1, 1:1, 1:1) Spielbericht | Nordkorea Kim C.-g. (14:49) Kim C.-g. (23:20) Kim K.-h. (59:59) | Paradice Botany, Auckland Zuschauer: 100 |

| 7. April 2017 16:30 Uhr | 7. April 2017 6:30 Uhr | Mexiko | 0:1 (0:1, 0:0, 0:0) Spielbericht | Türkei F. Bakal (17:11) | Paradice Botany, Auckland Zuschauer: 100 |

| 7. April 2017 20:00 Uhr | 7. April 2017 10:00 Uhr | Israel I. Spektor (18:24) I. Spektor (44:56) | 2:5 (1:3, 0:2, 1:0) Spielbericht | Neuseeland C. Burns (1:48) J. Ratcliffe (3:31) J. Ratcliffe (16:46) J. Ratcliffe (27:34) P. Heyd (36:41) | Paradice Botany, Auckland Zuschauer: 500 |

| 9. April 2017 13:00 Uhr | 9. April 2017 3:00 Uhr | Türkei F. Bakal (16:59) F. Bakal (53:29) | 2:7 (1:2, 0:2, 1:3) Spielbericht | Volksrepublik China Zhang H. (7:30) Zhang C. (10:09) Zhang Z. (27:10) Zhang C. (39:42) Zhang C. (43:49) Xiang X. (49:59) Zhang H. (54:46) | Paradice Botany, Auckland Zuschauer: 100 |

| 9. April 2017 16:30 Uhr | 9. April 2017 6:30 Uhr | Nordkorea Kim M.-c. (37:13) Ri C.-m. (53:49) | 2:9 (0:1, 1:6, 1:2) Spielbericht | Israel R. Aharonovich (12:47) I. Spektor (28:43) R. Aharonovich (32:09) E. Kozhevnikov (33:06) E. Klein (34:30) E. Klein (35:30) M. Kozhevnikov (35:57) D. Mazour (43:26) I. Spektor (57:03) | Paradice Botany, Auckland Zuschauer: 100 |

| 9. April 2017 20:00 Uhr | 9. April 2017 10:00 Uhr | Neuseeland F. Ellis (18:52) C. Eaden (19:39) R. Sandoy (36:14) J. Ratcliffe (55:40) | 4:2 (2:0, 1:2, 1:0) Spielbericht | Mexiko L. A. de la Vega (23:54) L. A. de la Vega (38:46) | Paradice Botany, Auckland Zuschauer: 518 |

| 10. April 2017 13:00 Uhr | 10. April 2017 3:00 Uhr | Israel D. Mazour (8:46) J. Greenberg (22:03) E. Klein (46:16) D. Mazour (47:11) D. Mazour (51:49) | 5:0 (1:0, 1:0, 3:0) Spielbericht | Türkei | Paradice Botany, Auckland Zuschauer: 101 |

| 10. April 2017 16:30 Uhr | 10. April 2017 6:30 Uhr | Volksrepublik China Xia T. (7:46) Liang W. (18:18) Lu H. (35:40) Xia T. (36:47) | 4:3 (2:0, 2:3, 0:0) Spielbericht | Mexiko C. Gómez (26:39) M. Colás (37:55) H. Majul (39:18) | Paradice Botany, Auckland Zuschauer: 103 |

| 10. April 2017 20:00 Uhr | 10. April 2017 10:00 Uhr | Neuseeland J. Challis (0:57) J. Ratcliffe (19:42) R. Ruddle (22:24) A. Cox (26:44) R. Ruddle (34:12) R. Ruddle (39:58) J. Challis (59:17) A. Hay (59:40) | 8:1 (2:1, 4:0, 2:0) Spielbericht | Nordkorea Kim C.-g. (15:20) | Paradice Botany, Auckland Zuschauer: 407 |

| Pl. |                     | Sp | S | OTS | OTN | N | Tore  | Punkte |
| --- | ------------------- | -- | - | --- | --- | - | ----- | ------ |
| 1.  | Volksrepublik China | 5  | 5 | 0   | 0   | 0 | 29:12 | 15     |
| 2.  | Neuseeland          | 5  | 4 | 0   | 0   | 1 | 23:11 | 12     |
| 3.  | Israel              | 5  | 3 | 0   | 0   | 2 | 24:14 | 9      |
| 4.  | Nordkorea           | 5  | 1 | 0   | 0   | 4 | 18:33 | 3      |
| 5.  | Mexiko              | 5  | 1 | 0   | 0   | 4 | 12:16 | 3      |
| 6.  | Türkei              | 5  | 1 | 0   | 0   | 4 | 07:27 | 3      |

Abkürzungen: Pl. = Platz, Sp = Spiele, S = Siege, OTS = Siege nach Verlängerung (Overtime) oder Penaltyschießen, OTN = Niederlagen nach Verlängerung oder Penaltyschießen, N = Niederlagen

Erläuterungen: Aufsteiger in die Division IIA, Absteiger in die Division III

#### Division-IIB-Siegermannschaft
| Division-IIB-Aufsteiger Volksrepublik China | Bao Jiachang, Chen Ling, Guan Tianyi, Hu Tianyu, Ji Peng, Li Hang, Li Zhengyu, Liang Wenbin, Liu Qing, Liu Yongshen, Lu Hengnan, Ren Mingwei, Sun Zehao, Wen Chao, Xia Tianxiang, Xiang Xudong, Yang Mingxi, Rudi Ying, Zhang Cheng, Zhang Pengfei, Zhang Hao, Zhang Zesen Trainer: Hu Jiang |

### Auf- und Abstieg
| Absteiger in die Division IIA:  | Niederlande         |
| Aufsteiger in die Division IB:  | Rumänien            |
| Absteiger in die Division IIB:  | Spanien             |
| Aufsteiger in die Division IIA: | Volksrepublik China |
| Absteiger in die Division III:  | Türkei              |
| Aufsteiger in die Division IIB: | Luxemburg           |

## Division III
Das Turnier der Division III wurde vom 10. bis 16. April 2017 in der bulgarischen Landeshauptstadt Sofia ausgetragen. Die Spiele fanden im 4.600 Zuschauer fassenden Wintersportpalast statt. Insgesamt besuchten 4.800 Zuschauer die 15 Turnierspiele, was einem Schnitt von 320 pro Partie entspricht.
Da mit den Teams aus den Vereinigten Arabischen Emiraten, die im Vorjahr kurzfristig ihre Teilnahme abgesagt hatten, und aus der Republik China (Taiwan) zwei zusätzliche Mannschaften für die Division III gemeldet hatten, wurde der Modus des Turniers geändert: Die acht Mannschaften wurden auf zwei Vierergruppen aufgeteilt. Während die beiden ersten Mannschaften jeder über Kreuz das Halbfinale austrugen, in dem die Teilnehmer von Finale und Spiel um Platz 3 ermittelt wurden, spielten die Dritt- und Viertplatzierten ebenfalls über Kreuz die Teilnehmer an den Platzierungsspielen um den fünften und den siebten Platz aus.
Wenige Tage vor dem Turnierstart zog die Mannschaft aus Bosnien und Herzegowina ihre Teilnahme am Turnier kurzfristig zurück. Das Turnierformat blieb davon unangetastet. Alle Spiele des Teams wurden mit drei Punkten und 5:0 Toren für den jeweiligen Gegner gewertet.
Über die Vorrunde qualifizierten sich in der Gruppe A der Gastgeber Bulgarien und die Mannschaft aus Hongkong, die sich gegen den WM-Neuling Republik China (Taiwan) im direkten Duell durchsetzte, für die Finalrunde. In der Gruppe B schafften Luxemburg und Georgien den Sprung ins Halbfinale. Dort setzten sich die beiden Gruppensieger Bulgarien und Luxemburg souverän durch und erreichten das Finale. Nach einem ausgeglichenen Anfangsdrittel, in dem der Vorjahresabsteiger aus Bulgarien in Führung gegangen war, siegte Luxemburg schließlich souverän und stieg erstmals seit der Weltmeisterschaft 2004 wieder in die Division II auf. Den dritten Rang sicherte sich Georgien, das damit seine beste WM-Platzierung erreichte. Der Mitfavorit Südafrika enttäuschte auf dem fünften Rang. Bosnien und Herzegowina stieg – vorbehaltlich weiterer Sanktionen aufgrund des kurzfristigen Rückzugs vom Turnier – in die Qualifikation zur Division III ab.

### Vorrunde

#### Gruppe A
| 10. April 2017 10:00 Uhr (Ortszeit) | Bosnien und Herzegowina | 0:5 (Wertung) | Hongkong | Wintersportpalast, Sofia |

| 10. April 2017 20:00 Uhr | Bulgarien | 3:0 (0:0, 2:0, 1:0) Spielbericht | Republik China (Taiwan) | Wintersportpalast, Sofia Zuschauer: 950 |

| 11. April 2017 10:00 Uhr | Bosnien und Herzegowina | 0:5 (Wertung) | Republik China (Taiwan) | Wintersportpalast, Sofia |

| 11. April 2017 20:00 Uhr | Hongkong | 3:10 (2:4, 1:2, 0:4) Spielbericht | Bulgarien | Wintersportpalast, Sofia Zuschauer: 800 |

| 13. April 2017 10:00 Uhr | Bulgarien | 5:0 (Wertung) | Bosnien und Herzegowina | Wintersportpalast, Sofia |

| 13. April 2017 16:30 Uhr | Republik China (Taiwan) | 2:5 (0:3, 1:1, 1:1) Spielbericht | Hongkong | Wintersportpalast, Sofia Zuschauer: 50 |

| Pl. |                         | Sp | S | OTS | OTN | N | Tore  | Punkte |
| --- | ----------------------- | -- | - | --- | --- | - | ----- | ------ |
| 1.  | Bulgarien               | 3  | 3 | 0   | 0   | 0 | 18:03 | 9      |
| 2.  | Hongkong                | 3  | 2 | 0   | 0   | 1 | 13:12 | 6      |
| 3.  | Republik China (Taiwan) | 3  | 1 | 0   | 0   | 2 | 07:08 | 3      |
| 4.  | Bosnien und Herzegowina | 3  | 0 | 0   | 0   | 3 | 00:15 | 0      |

Abkürzungen: Pl. = Platz, Sp = Spiele, S = Siege, OTS = Siege nach Verlängerung (Overtime) oder Penaltyschießen, OTN = Niederlagen nach Verlängerung oder Penaltyschießen, N = Niederlagen

Erläuterungen: Teilnehmer am Halbfinale, Teilnehmer an der Platzierungsrunde um Platz 5 bis 8

#### Gruppe B
| 10. April 2017 13:00 Uhr (Ortszeit) | Luxemburg | 17:0 (4:0, 6:0, 7:0) Spielbericht | Vereinigte Arabische Emirate | Wintersportpalast, Sofia Zuschauer: 50 |

| 10. April 2017 16:30 Uhr | Südafrika | 5:6 (1:1, 1:2, 3:3) Spielbericht | Georgien | Wintersportpalast, Sofia Zuschauer: 100 |

| 11. April 2017 13:00 Uhr | Luxemburg | 6:4 (1:1, 3:1, 2:2) Spielbericht | Georgien | Wintersportpalast, Sofia Zuschauer: 50 |

| 11. April 2017 16:30 Uhr | Vereinigte Arabische Emirate | 0:8 (0:1, 0:4, 0:3) Spielbericht | Südafrika | Wintersportpalast, Sofia Zuschauer: 50 |

| 13. April 2017 13:00 Uhr | Georgien | 19:0 (9:0, 2:0, 8:0) Spielbericht | Vereinigte Arabische Emirate | Wintersportpalast, Sofia Zuschauer: 300 |

| 13. April 2017 20:00 Uhr | Südafrika | 1:3 (0:1, 0:0, 1:2) Spielbericht | Luxemburg | Wintersportpalast, Sofia Zuschauer: 250 |

| Pl. |                              | Sp | S | OTS | OTN | N | Tore  | Punkte |
| --- | ---------------------------- | -- | - | --- | --- | - | ----- | ------ |
| 1.  | Luxemburg                    | 3  | 3 | 0   | 0   | 0 | 26:05 | 9      |
| 2.  | Georgien                     | 3  | 2 | 0   | 0   | 1 | 29:11 | 6      |
| 3.  | Südafrika                    | 3  | 1 | 0   | 0   | 2 | 14:09 | 3      |
| 4.  | Vereinigte Arabische Emirate | 3  | 0 | 0   | 0   | 3 | 00:44 | 0      |

Abkürzungen: Pl. = Platz, Sp = Spiele, S = Siege, OTS = Siege nach Verlängerung (Overtime) oder Penaltyschießen, OTN = Niederlagen nach Verlängerung oder Penaltyschießen, N = Niederlagen

Erläuterungen: Teilnehmer am Halbfinale, Teilnehmer an der Platzierungsrunde um Platz 5 bis 8

### Platzierungsrunde Plätze 5 bis 8
|  | Platzierungsrunde Plätze 5 bis 8 | Platzierungsrunde Plätze 5 bis 8 | Platzierungsrunde Plätze 5 bis 8 |                  |  | Spiel um Platz 5 | Spiel um Platz 5             | Spiel um Platz 5 |
|  |                                  |                                  |                                  |                  |  |                  |                              |                  |
|  |                                  |                                  |                                  |                  |  |                  |                              |                  |
|  | B3                               | Südafrika                        | 5                                |                  |  |                  |                              |                  |
|  | A4                               | Bosnien und Herzegowina          | 0                                |                  |  | B3               | Südafrika                    | 7                |
|  |                                  |                                  |                                  |                  |  | A3               | Republik China (Taiwan)      | 3                |
|  |                                  |                                  |                                  |                  |  |                  |                              |                  |
|  |                                  |                                  |                                  | Spiel um Platz 7 |  |                  |                              |                  |
|  | A3                               | Republik China (Taiwan)          | 4                                |                  |  |                  |                              |                  |
|  | B4                               | Vereinigte Arabische Emirate     | 0                                |                  |  | A4               | Bosnien und Herzegowina      | 0                |
|  |                                  |                                  |                                  |                  |  | B4               | Vereinigte Arabische Emirate | 5                |
|  |                                  |                                  |                                  |                  |  |                  |                              |                  |

| 15. April 2017 10:00 Uhr (Ortszeit) | Südafrika | 5:0 (Wertung) | Bosnien und Herzegowina | Wintersportpalast, Sofia |

| 15. April 2017 13:00 Uhr | Republik China (Taiwan) | 4:0 (3:0, 0:0, 1:0) Spielbericht | Vereinigte Arabische Emirate | Wintersportpalast, Sofia Zuschauer: 50 |

Spiel um Platz 7
| 16. April 2017 10:00 Uhr | Bosnien und Herzegowina | 0:5 (Wertung) | Vereinigte Arabische Emirate | Wintersportpalast, Sofia |

Spiel um Platz 5
| 16. April 2017 12:30 Uhr | Südafrika | 7:3 (3:2, 3:0, 1:1) Spielbericht | Republik China (Taiwan) | Wintersportpalast, Sofia Zuschauer: 150 |

### Finalrunde
Der Sieger des Endspiels steigt in die Gruppe B der Division II auf.
|  | Halbfinale | Halbfinale | Halbfinale |                  |  | Finale | Finale    | Finale |
|  |            |            |            |                  |  |        |           |        |
|  |            |            |            |                  |  |        |           |        |
|  | B1         | Luxemburg  | 8          |                  |  |        |           |        |
|  | A2         | Hongkong   | 1          |                  |  | B1     | Luxemburg | 10     |
|  |            |            |            |                  |  | A1     | Bulgarien | 4      |
|  |            |            |            |                  |  |        |           |        |
|  |            |            |            | Spiel um Platz 3 |  |        |           |        |
|  | A1         | Bulgarien  | 9          |                  |  |        |           |        |
|  | B2         | Georgien   | 3          |                  |  | A2     | Hongkong  | 3      |
|  |            |            |            |                  |  | B2     | Georgien  | 14     |
|  |            |            |            |                  |  |        |           |        |

Halbfinale
| 15. April 2017 16:30 Uhr (Ortszeit) | Luxemburg | 8:1 (3:0, 2:1, 3:0) Spielbericht | Hongkong | Wintersportpalast, Sofia Zuschauer: 250 |

| 15. April 2017 20:00 Uhr | Bulgarien | 9:3 (4:0, 2:1, 3:2) Spielbericht | Georgien | Wintersportpalast, Sofia Zuschauer: 750 |

Spiel um Platz 3
| 16. April 2017 16:00 Uhr | Hongkong | 3:14 (1:6, 1:3, 1:5) Spielbericht | Georgien | Wintersportpalast, Sofia Zuschauer: 50 |

Finale
| 16. April 2017 19:30 Uhr | Luxemburg T. Beran (4:36) B. Welter (15:47) F. Schons (18:49) K. Linster (22:48) B. Welter (31:34) M. Mosr (37:56) C. Cannon (39:53) M. Mosr (51:06) T. Beran (52:50) R. Beran (56:34) | 10:4 (3:3, 4:1, 3:0) Spielbericht | Bulgarien M. Wassilew (2:15) A. Jotow (9:17) G. Iskrenow (15:15) A. Jotow (29:39) | Wintersportpalast, Sofia Zuschauer: 950 |

### Abschlussplatzierungen
| Pl. | Team                         |
| --- | ---------------------------- |
| 1   | Luxemburg                    |
| 2   | Bulgarien                    |
| 3   | Georgien                     |
| 4   | Hongkong                     |
| 5   | Südafrika                    |
| 6   | Republik China (Taiwan)      |
| 7   | Vereinigte Arabische Emirate |
| 8   | Bosnien und Herzegowina      |

#### Division-III-Siegermannschaft
| Division-III-Aufsteiger Luxemburg | Robert Beran, Thierry Beran, Colm Cannon, Marcus Eriksson, Cédric Farinon, Joël Holtzem, Ben Houdremont, Philippe Lepage, Bob Linster, Kai Linster, Gilles Mangen, Steven Minden, Mirko Mosr, Nicolas Mossong, Ronny Scheier, François Schons, Xavier Thill, Eric Wambach, Benny Welter Trainer: Petr Fical |

### Auf- und Abstieg
| Absteiger in die Division III:                   | Türkei                                               |
| Aufsteiger in die Division IIB:                  | Luxemburg                                            |
| Absteiger in die Qualifikation zur Division III: | Bosnien und Herzegowina Vereinigte Arabische Emirate |